# Cavalieri templari
I cavalieri templari (ufficialmente: Poveri Commilitoni di Cristo e del Tempio di Salomone (o di Gerusalemme), in latino Pauperes Commilitones Christi Templique Salomonis (o Hierosolimitani)), furono uno dei primi e più noti ordini religiosi cavallereschi cristiani medievali.
La nascita dell'ordine si colloca nella Terrasanta al centro delle guerre tra forze cristiane e islamiche scoppiate dopo la prima crociata indetta nel 1096. In quell'epoca le strade della Terrasanta erano percorse da pellegrini provenienti da tutta Europa, che venivano spesso assaliti e depredati. Per difendere i luoghi santi e i pellegrini, nacquero diversi ordini religiosi. Intorno al 1119 un gruppo di cavalieri decise di fondare il nucleo originario dell'ordine templare dopo essersi staccato dall’obbedienza al Priore dei Canonici regolari del Santo Sepolcro di Gerusalemme, dandosi il compito di assicurare l'incolumità dei numerosi pellegrini europei che continuavano a visitare Gerusalemme. L'ordine venne ufficializzato nel 1129, assumendo una regola monastica, con l'appoggio di Bernardo di Chiaravalle. Il doppio ruolo di monaci (alcuni testi li considerano frati) e combattenti, che contraddistinse l'ordine templare negli anni della sua maturità, suscitò naturalmente perplessità in ambito cristiano.
L'ordine templare si dedicò nel corso del tempo anche ad attività agricole, creando un grande sistema produttivo, e ad attività finanziarie, gestendo i beni dei pellegrini e arrivando a costituire il più avanzato e capillare sistema bancario dell'epoca. Cresciuto nei secoli in potere e ricchezza, l'ordine si inimicò il re di Francia Filippo il Bello e andò incontro, attraverso un drammatico processo iniziato nel 1307, alla dissoluzione definitiva nel 1312, a seguito della bolla Vox in excelso di papa Clemente V, che sospese l'ordine in via amministrativa. Le recenti ricerche storiche hanno rivelato in maniera inequivocabile che il papa Clemente V in realtà, così facendo, decise di non decidere: non voleva creare un nuovo scisma con la corona francese (come minacciato da Filippo il Bello) così, per evitarlo, soppresse l'ordine del Tempio senza condannarlo.
Nell'immaginario popolare la figura dei templari rimane controversa a causa delle tante leggende nate tra il XVIII e il XIX secolo che parlano di strani riti e di un legame con la massoneria (nata circa 400 anni dopo la sospensione dell'ordine). In realtà queste leggende sono frutto dell'immaginario collettivo dei movimenti culturali dell'illuminismo, del romanticismo e della massoneria, che per attaccare la Chiesa cattolica hanno dipinto l'ordine dei templari in maniera così fosca senza aver condotto degli accurati studi storici. In epoca recente tutti questi falsi miti sono stati sconfessati dagli atti del processo, che sono stati studiati a fondo e hanno rivelato che in realtà le accuse erano montate ad hoc sulla base di confessioni estorte con la tortura dall'inquisizione francese, che a sua volta era stata manipolata da Guglielmo di Nogaret, guardasigilli di Filippo il Bello, per permettere al re di impossessarsi degli ingenti averi appartenenti all'ordine del Tempio e per sanare l'enorme debito contratto dal re di Francia nei confronti dell'ordine stesso. Infatti la legge canonica del tempo prevedeva che chi veniva accusato di eresia perdesse tutti i crediti contratti e tutti i propri averi.

## Storia

### Origine

#### Contesto religioso, politico-militare: la prima crociata

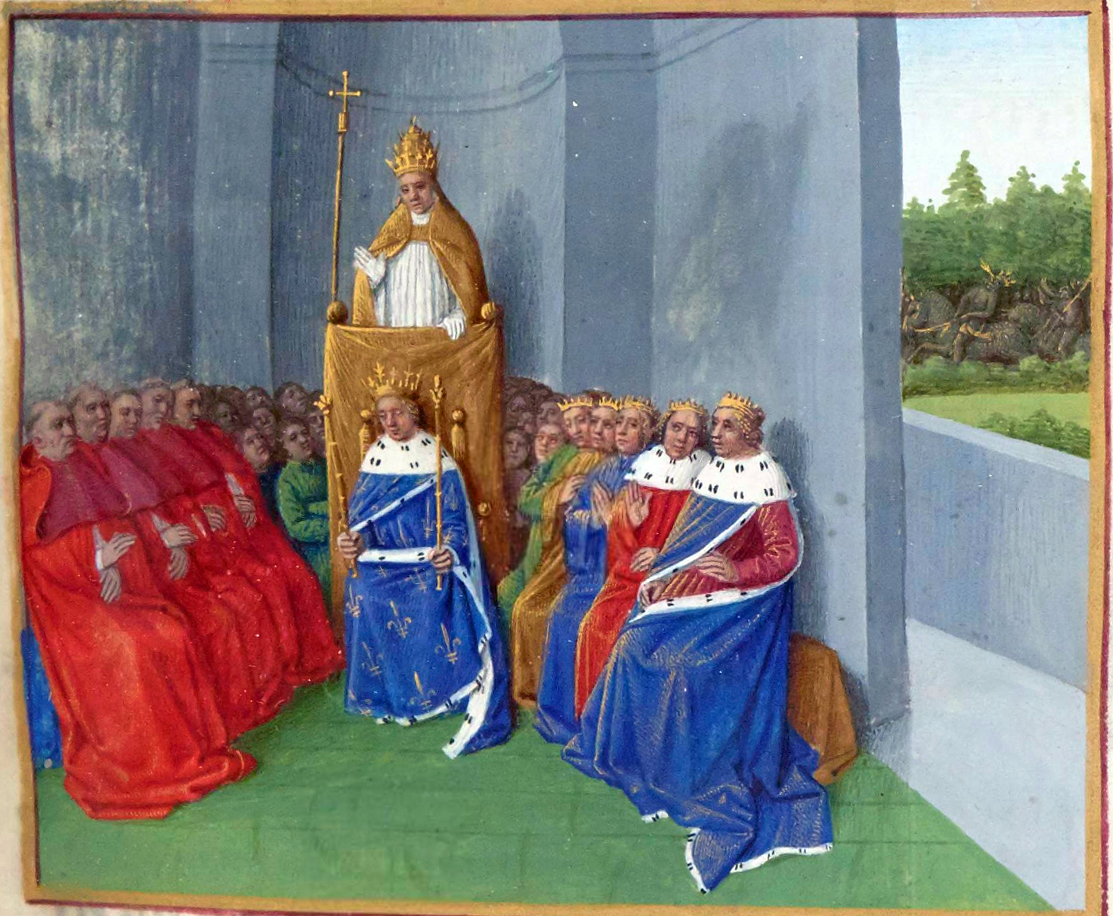
Papa Urbano II predica la crociata, miniatura delle Grandes Chroniques de France di Jean Fouquet

Tra l'XI e il XII secolo, la rinascita del monachesimo cristiano iniziato con la riforma cluniacense vide la fondazione di numerosi ordini religiosi, in particolare con i frati conversi che promossero tra loro il lavoro manuale e il rinnovamento della vita collegiale adottando la regola di San Benedetto in un'interpretazione rigida proposta da Benedetto d'Aniane. Anche la chiesa secolare stava attraversando un periodo di rinnovamento, conosciuto come "riforma dell'XI secolo", che la vide rafforzarsi a spese del potere laico anche grazie al successo nella cosiddetta lotta per le investiture tra il papa riformatore Gregorio VII e l'imperatore Enrico IV di Franconia. La chiesa, nella ricerca di condurre il popolo a una vita più incline ai dettami evangelici, si occupò anche di arginare la violenza costante insita nella società, promuovendo a tal fine la "Tregua di Dio". È in questo contesto religioso che la Chiesa cattolica incoraggiò i cavalieri del tempo a diventare milities Christi, "cavalieri di Cristo", con lo scopo di combattere gli infedeli in Terra santa, piuttosto che compiere brutalità in patria. A questi non veniva più chiesto di abbandonare il mondo, come ai monaci, per espiare i propri peccati, ma di utilizzare le proprie armi per la causa della cristianità.
Il 27 novembre 1095, papa Urbano II, nel corso del decimo giorno del concilio di Clermont, tenne un discorso in cui fece un appello ai presenti perché si recassero in Terrasanta a riconquistare Gerusalemme, a quel tempo in mano ai turchi selgiuchidi. Il papa ricordò ai presenti di come i pellegrini cristiani in viaggio verso Gerusalemme fossero regolarmente vittime di atrocità e persino di omicidi e come l'imperatore di Costantinopoli Alessio I Comneno avesse chiesto il loro aiuto per fermare l'espansione dei turchi.
L'appello del papa non rimase inascoltato e in poco tempo una spedizione di cavalieri, anticipata da altre spontanee, prese la via verso l'Oriente per quella che passerà alla storia come la "prima crociata". Grazie alle indubbie capacità guerriere dei crociati e al momento di difficoltà del mondo musulmano lacerato dalle divisioni interne, l'impresa si concluse con il successo dei cristiani quando, il 15 luglio 1099, le truppe di Goffredo di Buglione presero Gerusalemme dopo oltre un mese di assedio. Oltre alla conquista della Città Santa, i cristiani dettero vita ai primi quattro stati crociati dove si insediarono: la contea di Edessa, il Principato d'Antiochia, il regno di Gerusalemme e la contea di Tripoli.

#### Nascita dell'ordine

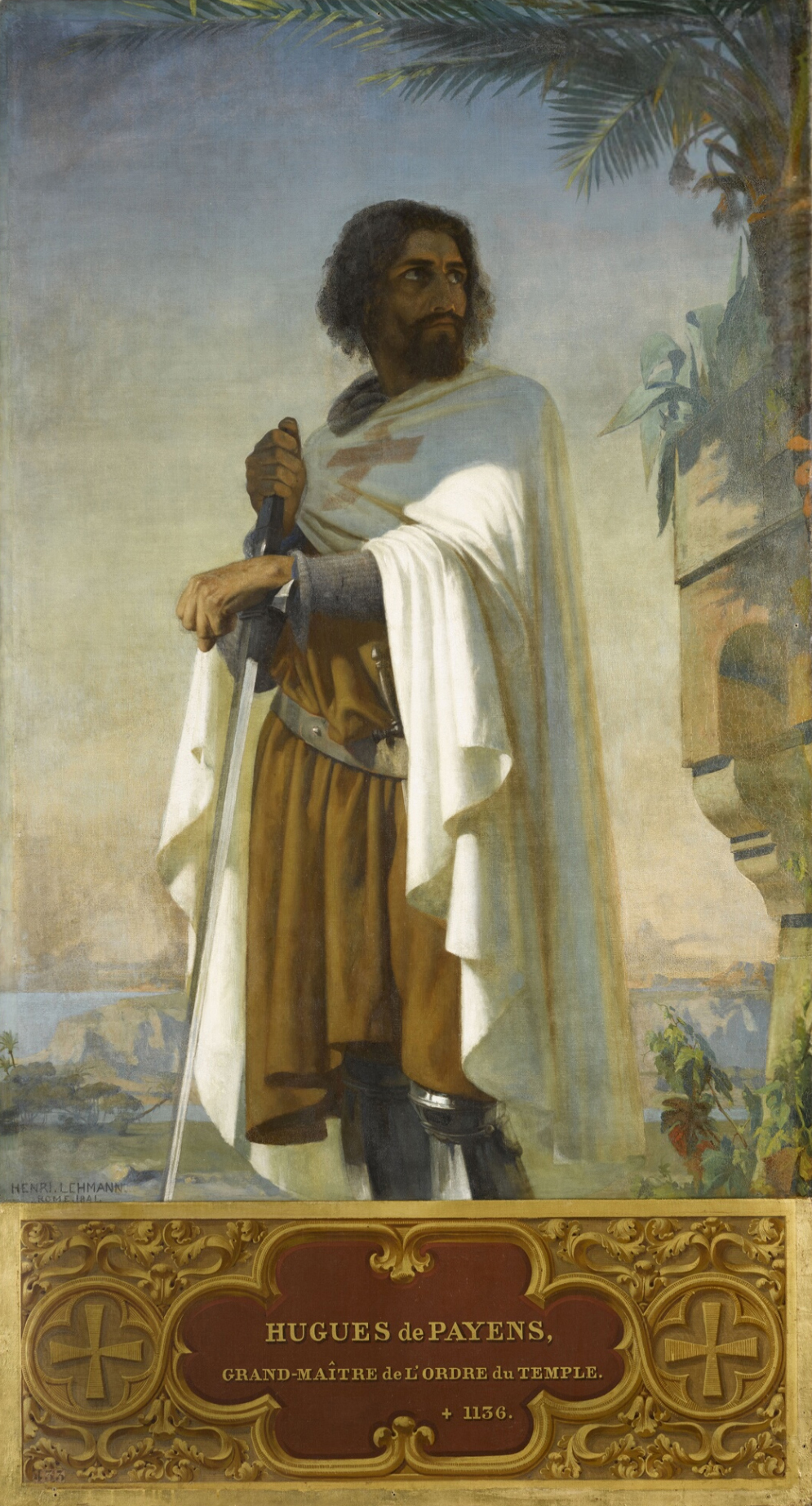
Un ipotetico ritratto ottocentesco di Hugues de Payns, fondatore dell'ordine dei templari

Una volta conquistata Gerusalemme, molti crociati, considerato concluso il loro obbligo di pellegrinaggio, fecero ritorno in patria, mentre a coloro che decisero di rimanere in Terrasanta si presentò fin da subito il problema di come difendere i luoghi santi e come assicurare la protezione alle migliaia di pellegrini che giungevano da tutta Europa. Per far fronte a ciò nacquero dei gruppi spontanei di cavalieri che fecero voto di essere crociati permanenti, di fare vita comune e di spendere le proprie energie per difendere i luoghi santi conquistati. Da questi primi gruppi nacquero così diversi ordini religiosi, che si prefissero l'obiettivo di garantire l'incolumità dei devoti: il primo fu l'Ordine dei Canonici regolari del Santo Sepolcro di Gerusalemme, fondato nel 1099 da Goffredo di Buglione; subito dopo vennero a costituirsi quello di San Giovanni dell'Ospedale e quello del Tempio, che, secondo teorie non da tutti accettate, risalirebbe agli anni 1119-1120.
Hugues de Payns, futuro fondatore e primo maestro dell'Ordine del Tempio, venne per la prima volta in Terrasanta nel 1104 per accompagnare il conte Hugues de Champagne, quindi in pellegrinaggio. Ritornato nel 1107, decise di stabilirsi nel 1114, e insieme al compagno d'armi Goffredo di Saint-Omer e ad alcuni altri cavalieri, organizzò il nucleo originario dell'ordine templare, dandosi il compito di assicurare l'incolumità dei numerosi pellegrini europei che continuavano a visitare la città santa.

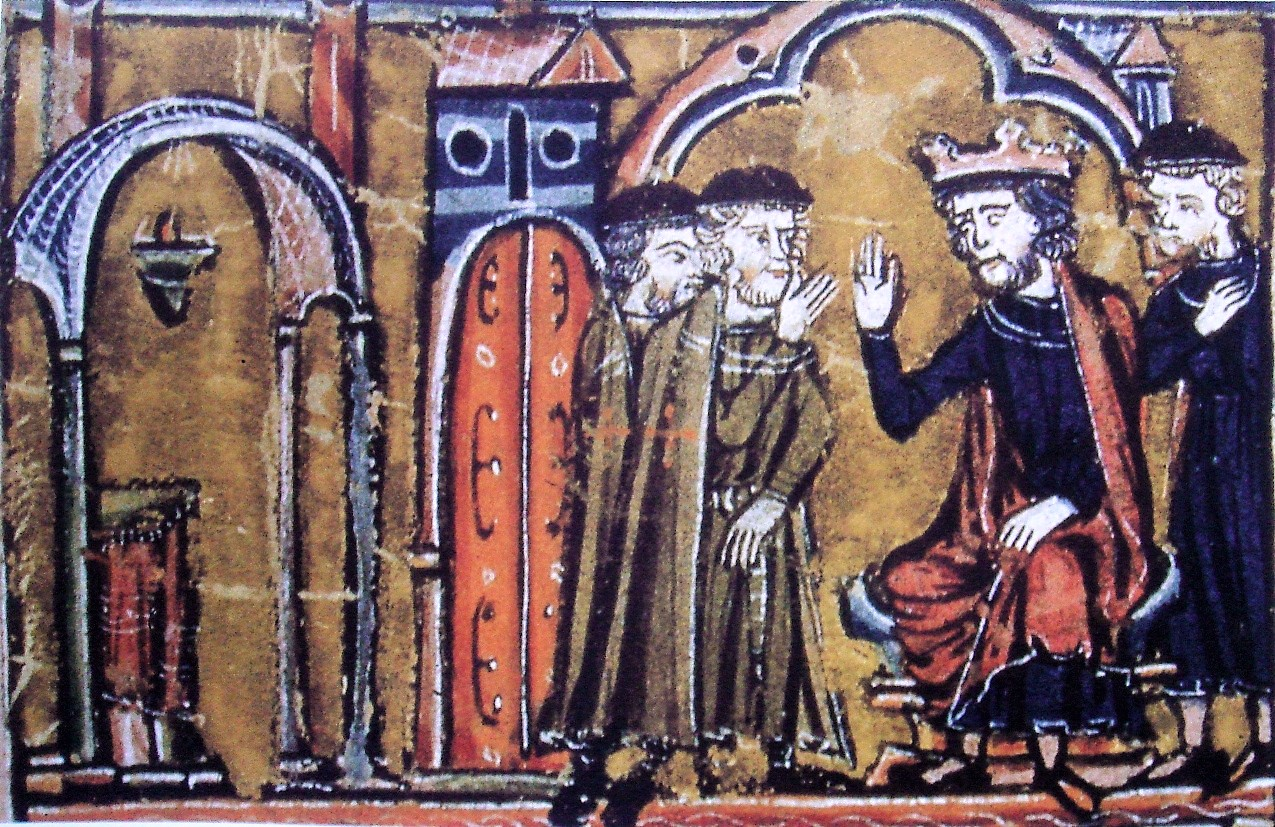
Baldovino II cede la sede del Tempio di Salomone a Hugues de Payns e Gaudefroy de Saint-Homer. Miniatura da Histoire d'Outre-Mer di Guglielmo di Tiro, XIII secolo

Tra il 1118 e il 1120 i Cavalieri ricevettero i riconoscimenti e i favori dei primi re di Gerusalemme, fra i quali l'assegnazione dei locali presso la moschea al-Aqsa da parte di Baldovino II, come racconta Giacomo di Vitry nella sua Historia orientalis seu Hierosolymitana, e le prime donazioni in terre e di denaro. La moschea al-Aqsa sorgeva (e sorge tuttora), insieme alla vicina Cupola della Roccia, nell'area ove era stato costruito il Tempio di Gerusalemme, e in ciò i Cavalieri vennero chiamati milites Templi o Templarii, come era consuetudine per i gruppi di monaci che assumevano il nome dal luogo ove si stabilivano, anche se loro usavano chiamarsi pauperes milites Christi. I cavalieri, oltre ai voti di povertà, castità e obbedienza tipici della tradizione monastica, formulavano anche il voto della lotta contro gli infedeli. La penuria di documenti dell'epoca rende complicata l'esatta ricostruzione dei primi anni dell'Ordine del Tempio, ma la nascita formale delle fraternità viene solitamente collocata al 23 gennaio del 1120 in occasione di un concilio tenutosi a Nabalus in Samaria.
Il cronista Simon di Saint Bertin, contemporaneo agli eventi, documenta la nascita del gruppo di cavalieri che si votarono al Tempio del Signore con queste parole:
(Simone di St. Bertin, Gesta degli Abati di San Bertino, annali, c. 1140)

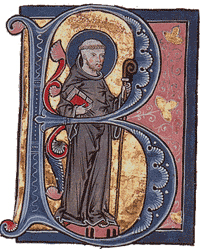
Bernardo di Chiaravalle, miniatura in un manoscritto del 1267 circa

Solo a partire dal 1125 l'ambiente religioso europeo e i governanti di Gerusalemme si resero conto della loro potenzialità bellica, tanto che numerosi uomini, tra cui il conte Ugo I di Champagne, e addirittura donne accorsero in Terrasanta per combattere tra le file dei Cavalieri. Tra il 1127 e il 1129 il maestro Hugues de Payns si recò sul continente europeo per raccogliere adesioni, donazioni, denaro a sostegno della loro causa. Uno dei problemi che affliggeva l'iniziativa dei Cavalieri era conciliare la lotta armata con la dottrina della Chiesa, che predicava tutt'altro. Infatti, a quel tempo e soprattutto a seguito della riforma dell'XI secolo che aveva portato ad una sostanziale moralizzazione della Chiesa, la cavalleria e le attività d'armi erano considerate illecite per il clero.
Il Maestro Hugues trovò il sostegno di cui aveva bisogno in una delle personalità più in vista e autorevoli della chiesa: il monaco cistercense Bernardo di Chiaravalle. Il grande teologo teorizzò il "malicidio" per giustificare le attività degli ordini dei monaci guerrieri e si offrì di contribuire alla prima stesura della prima regola dei templari, oltre che a intervenire a loro favore nel De laude novae militiae, un trattato in cui loda la "nuova cavalleria" nel 1128. Bernardo disse:

#### Concilio di Troyes

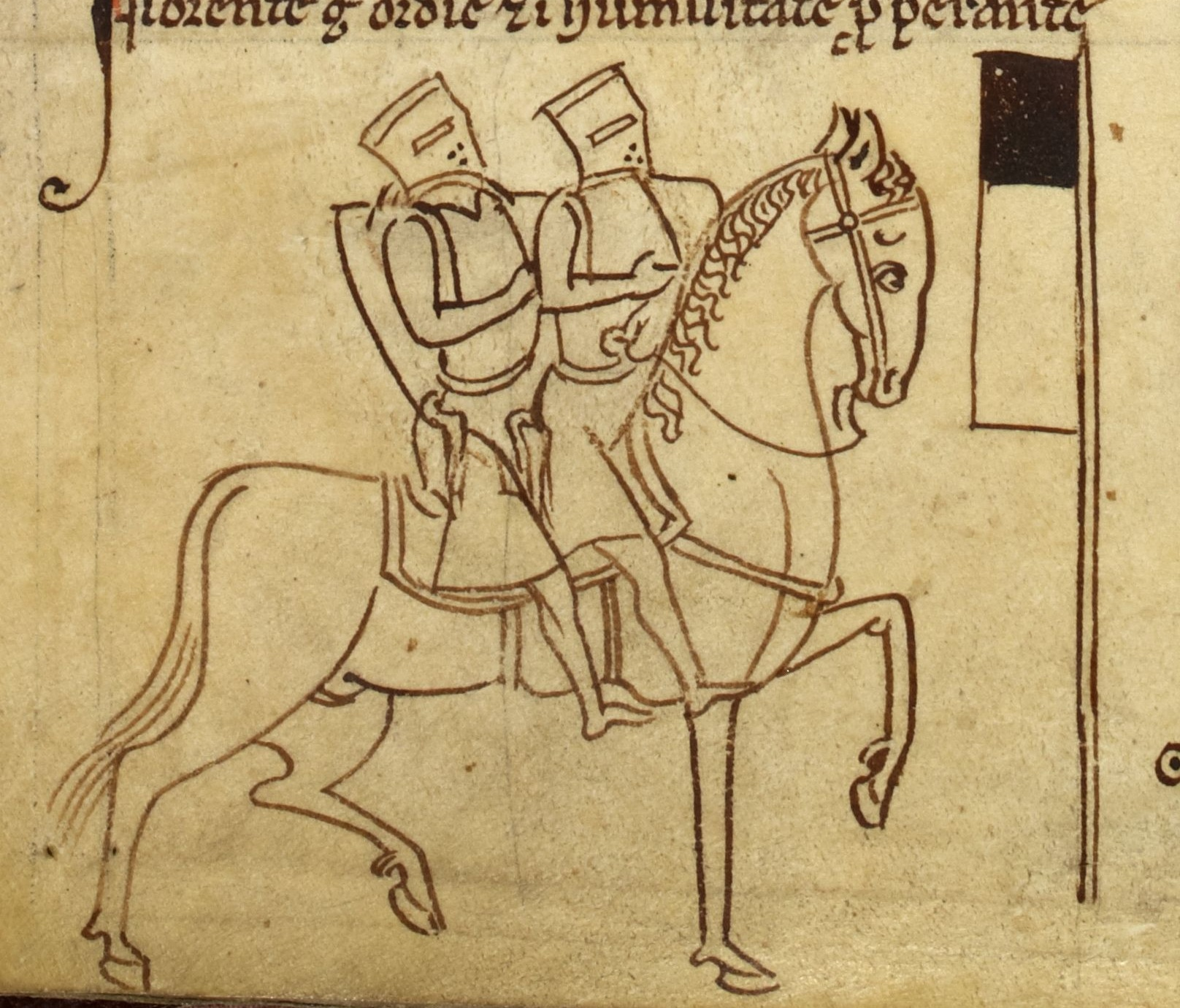
Due templari a cavallo, miniatura dalla Chronica Majora di Matteo Paris

Alla fine del suo viaggio in Occidente, e dopo aver consegnato il messaggio del re di Gerusalemme a Bernardo di Chiaravalle in cui si chiedeva di intercedere affinché i templari ottenessero l'approvazione e il sostegno del papa, Hugues de Payns si recò a prendere parte al concilio di Troyes, così chiamato perché ebbe luogo nella cattedrale dei Santi Pietro e Paolo a Troyes.
Il 13 gennaio 1129, il consiglio si aprì alla presenza di numerose personalità religiose i cui nomi apparvero nel prologo di quella che sarà la prima regola dell'ordine. Tra esse ci furono il legato del papa in Francia, il cardinale Matteo di Albano, svariati abati cistercensi e cluniacensi, l'arcivescovo di Reims, Guglielmo II di Nevers, Hugues de Payns e Tebaldo II di Champagne.
Tra i vari risultati del concilio, vi fu la fondazione dell'Ordine dei cavalieri templari che venne dotato di una propria regola alla cui base vi era la regola di San Benedetto con alcuni prestiti da quella agostiniana. Una volta che questa venne adottata si rese necessario sottoporla a Stefano di Chartres, patriarca latino di Gerusalemme. Questa regola, successivamente conosciuta come "Regola Primitiva", alla cui stesura contribuì come detto anche Bernardo di Chiaravalle, rappresenta uno dei pochi documenti coevi dell'epoca di fondazione dell'ordine; di seguito un estratto di essa:
(Regola dei Templari)
Scritta in antico francese, essa includeva la traduzione dell'originaria Regola latina che non sarebbe stata facilmente compresa, visto che molte reclute templari non conoscevano tale lingua. Secondo gli studiosi, i manoscritti originali della Regola templare in latino furono distrutti durante gli arresti in Francia avvenuti nel 1307. In merito alla questione relativa alla data di fondazione dell'ordine, il terzo capoverso del prologo di questa regola si riferisce al 1119, ma lascia aperta la possibilità che l'inizio delle attività di protezione dei pellegrini possa essere avvenuta anche in tempi precedenti:
Gli elementi di incertezza sono molteplici e gli studiosi non sono concordi sull'interpretazione di questi documenti. Anche il numero esatto dei cavalieri che vi aderirono è oggetto di congetture non sempre concordi. Mentre il testo della Regola parla di sei cavalieri, la tradizione parla di nove cavalieri ("Nove uomini aderirono a questo patto santo e servirono per nove anni in abiti laici che i credenti avevano dato loro in elemosina."), ma tale numero avrebbe un significato soprattutto allegorico. La scarsa disponibilità di documenti non esime gli studiosi dal tracciare, comunque, una storia della sua fondazione, stando a testimonianze e scritti successivi, e alle motivazioni che spinsero alcuni cavalieri ad abbandonare gli agi di corte e ad abbracciare la povertà. Alcuni studiosi, comunque, collocano ufficialmente la fondazione nel 1118/1119, l'anno in cui il re Baldovino II avrebbe dato ai "poveri cavalieri di Cristo" la moschea di al-Aqsā.

#### Riconoscimento papale

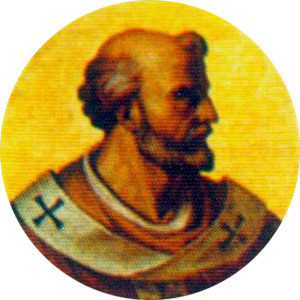
Papa Innocenzo II

Ulteriore definizione del ruolo e delle prerogative dell'ordine fu espressa nel 1138 dalla bolla Omne datum optimum di Innocenzo II emanata quando il Maestro dell'ordine era Robert de Craon e considerata l'atto istituivo dell'ordine. La bolla fu di vitale importanza per l'ordine dei cavalieri templari perché sancì la totale indipendenza del suo operato essendo soggetti solo all'autorità papale, l'essere esente dal pagare tasse e gabelle, di avere un proprio clero e di beneficiare della protezione apostolica. Tale documento creò anche attriti con il clero regolare che portò a molti conflitti di interesse tra i templari e i sacerdoti che portarono a mettere più volte in discussione la bolla stessa, tanto che dovette essere confermata ben dodici volte tra il 1154 e il 1194.
La bolla Milites Templi, promulgata il 9 gennaio 1144 da papa Celestino II concedeva ulteriori privilegi, tra cui il permesso ai cappellani dei templari di officiare una volta all'anno in regioni o città interdette, "per l'onore e il rispetto della loro cavalleria", oltre che di raccogliere questue.
Con la bolla Militia Dei, pubblicata da papa Eugenio III il 7 aprile 1145, venne permesso ai templari di costruire i propri oratori, ma anche di avere una completa indipendenza dal clero secolare attraverso il diritto di raccogliere le decime e seppellire i loro morti nei propri cimiteri. Inoltre, la protezione apostolica fu estesa ai parenti dei templari, alle loro proprietà e perfino a chi lavorava per loro come i loro contadini. I templari presentarono denunce al papa riguardo al fatto che il clero pretendesse un terzo dell'eredità di coloro che desideravano essere sepolti nei cimiteri dell'ordine; con la bolla Dilecti filii venne ordinato al clero di accontentarsi di solo di un quarto delle eredità.

### Primi impegni militari: la seconda crociata e l'assedio di Ascalona

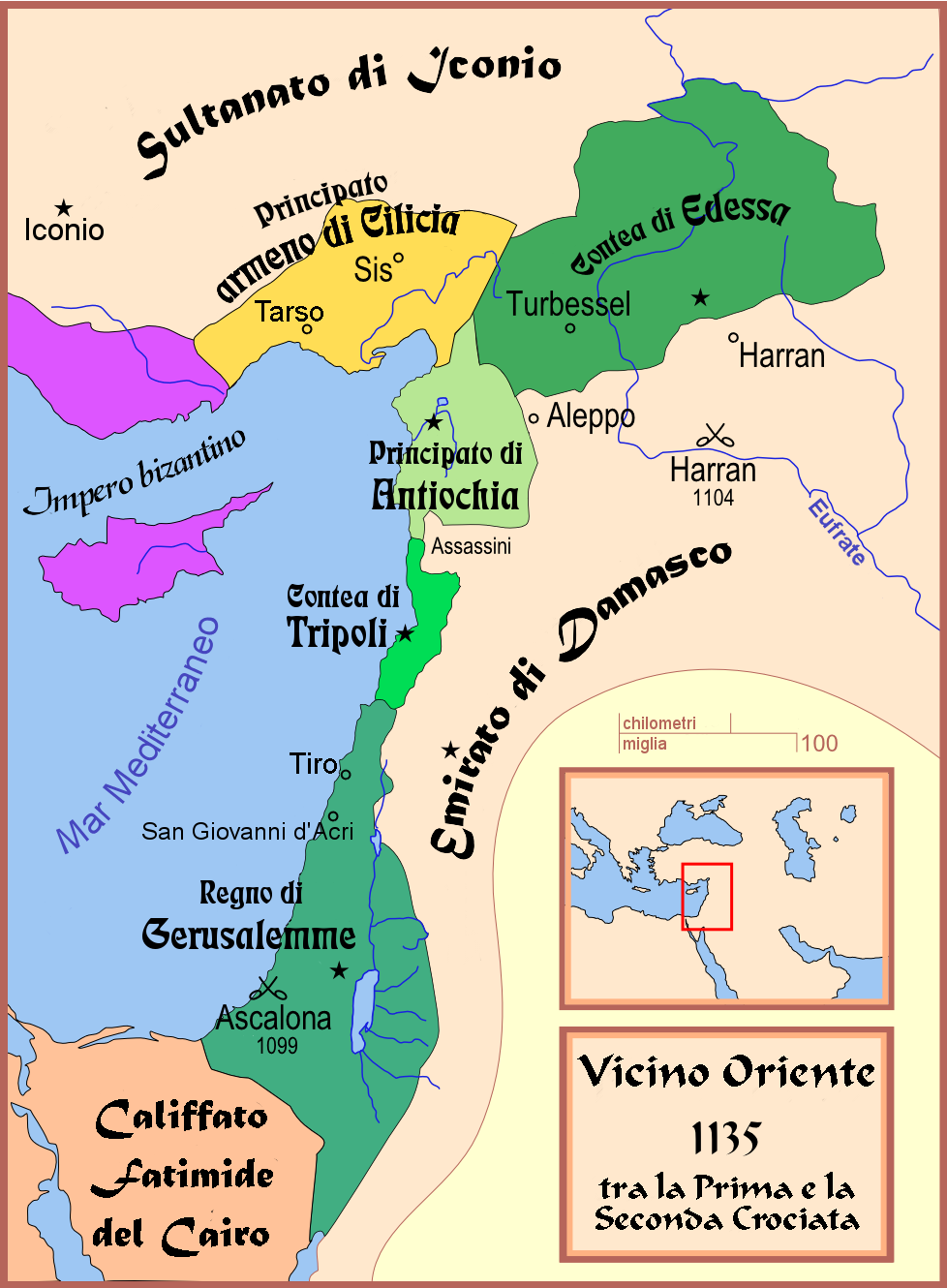
Gli stati crociati (in toni di verde) in Vicino oriente nel 1135.

Nel frattempo la contea di Edessa era caduta nelle mani dei musulmani guidati da ‘Imād al-Dīn Zangī e lo stesso Bernardo di Chiaravalle indisse nel 1147 la seconda crociata nel tentativo di riprendere la città ora in mano turca. La spedizione venne condotta da Luigi VII di Francia e dall'imperatore Corrado III di Svevia. Nell'estate dello stesso anno i templari guidati da Everard des Barres, loro precettore in Francia, si dimostrano decisivi nel riportare all'ordine l'esercito del re francese che, in seguito a numerose imboscate turche nei pressi del monte Honaz, era finito allo sbaraglio e rischiava di essere massacrato dalle frecce turche. Dopo aver riportato la disciplina nei ranghi dell'esercito francese, alcuni gruppi di soldati guidati ciascuno da un templare riescono prima a proteggersi dalle frecce creando colonne protette da scudi triangolari ai fianchi, poi a infliggere pesanti perdite ai turchi nel corso di diverse sortite, fino a raggiungere la salvezza nel porto di Antalya da cui poi l'esercito si imbarcherà per Antiochia. Un assedio a Damasco (1148) in cui partecipò anche un gruppo di templari guidati dal maestro Robert de Craon ebbe un secondo insuccesso e pose praticamente fine all'avventura di Luigi VII e Corrado III.

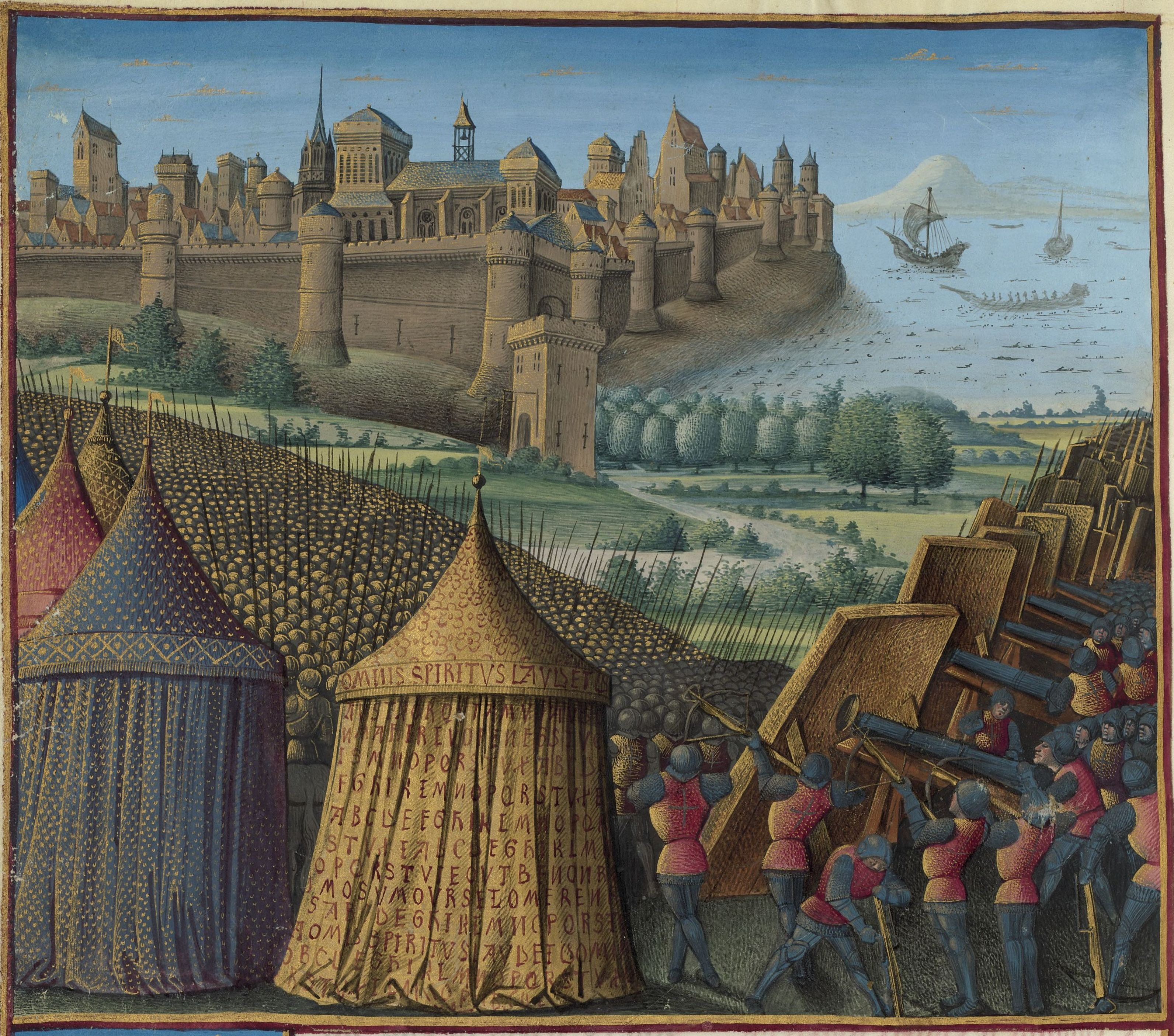
Miniatura che racconta l'assedio di Ascalona; nonostante la vittoria cristiana i templari vennero massacrati

Terminata così la seconda crociata, negli anni seguenti i templari evolsero in un corpo combattente a tutti gli effetti. Protessero le forze crociate in rotta dopo la sconfitta di Cadmos (1148) e di Inab (1149) ed entrarono a Gaza (1149). Contemporaneamente si andava consolidando una fitta rete di castelli e di guarnigioni a loro affidata.
Nel frattempo, re Baldovino, deciso a riscattare il fallimento dell'assedio di Damasco, decise di sferrare un attacco ad Ascalona. Il maestro dell'ordine, Bernard de Tremelay appoggiò l'iniziativa del re e, il 16 agosto 1153, l'assedio della città ebbe iniziò. Il combattimento si risolse in un massacro per i templari che, entrati in città al seguito del maestro, vennero tutti uccisi dai difensori egiziani. Questo episodio sollevò molte controversie poiché alcuni sostennero che i templari erano entrati da soli in città per appropriarsi di tutti i beni mentre altri ritenevano che volessero associare all'ordine un fatto d'armi di successo.
Nonostante tutto ciò, Ascalona cadde il 22 agosto 1153 e i cavalieri templari elessero un nuovo Maestro nella persona di André de Montbard che accettò la carica per contrastare l'elezione di un altro cavaliere, Guglielmo II di Chanaleilles, figlio di Guglielmo I, uno degli eroi della prima crociata, favorito del re Luigi VII di Francia e che avrebbe permesso alla corona di Francia di controllare l'ordine. Il 25 novembre 1177 venne combattuta la battaglia di Montgisard, vicino a Ramla, una delle prime del sedicenne giovane re di Gerusalemme Baldovino IV. Le truppe del re vennero rinforzate da un centinaio di templari provenienti da Gaza a marce forzate; questa alleanza di forze riuscì ad avere la meglio sull'esercito di Saladino.

### La terza crociata
La comparsa di Salah al-Din, il Saladino, capace di dare maggiore coordinamento alle forze musulmane locali, cambiò lo scenario della regione, portando quasi alla dissoluzione dei regni crociati. Dopo la morte del re Baldovino V di Gerusalemme, Guido di Lusignano ascese al trono della Città Santa grazie al matrimonio con Sibilla d'Angiò, sorella del re Baldovino IV. Su consiglio dei templari e degli ospitalieri, Guido si mosse con l'esercito per attaccare i musulmani. Poiché il clima era particolarmente arido e l'unica zona ove i crociati potevano rifornirsi d'acqua era a Hattin, vicino a Tiberiade, il re condusse le sue truppe in questa direzione. Il 4 luglio 1187, Saladino circondò i cristiani nel corso della battaglia di Hattin, facendo prigioniero quasi l'intero esercito di circa quindicimila uomini, così come lo stesso re. Saladino fece giustiziare tutti i templari catturati per via del fatto che, secondo la Regola di San Bernardo, non potevano godere del diritto di riscatto, così come avvenne per gli ospitalieri; solo il maestro dei templari, Gérard de Ridefort, venne risparmiato il quale, in cambio della vita, utilizzò la sua autorità per far arrendere alcune città crociate spianando la strada ai musulmani per la presa di Gerusalemme. Così, dopo avere conquistato altre città cristiane, il 2 ottobre Saladino fece il suo ingresso trionfale a Gerusalemme che nel frattempo si era anch'essa arresa al condottiero curdo.
Nel tentativo di riconquistare Gerusalemme e di contrastare i successi del Saladino fu indetta da papa Gregorio VIII nel 1187 una terza crociata, denominata "crociata dei re" in quanto vide la partecipazione di Federico Barbarossa (che tuttavia non giunse mai in Terrasanta poiché morì durante il viaggio), Filippo II Augusto, re di Francia e Riccardo Cuor di Leone, re d'Inghilterra. Nel 1191 i templari si stabilirono ad Acri, riconquistata da re Riccardo, e nel settembre dello stesso anno, insieme agli ospitalieri, contribuirono in modo decisivo alla battaglia di Arsuf, dove il Saladino fu sconfitto e con lui il mito della sua invincibilità. Nel 1192 i templari acquistarono l'isola di Cipro che, a seguito di una sanguinosa rivolta, a loro volta vendettero a Guido di Lusignano, dove fondò un regno.

### Il tramonto delle crociate

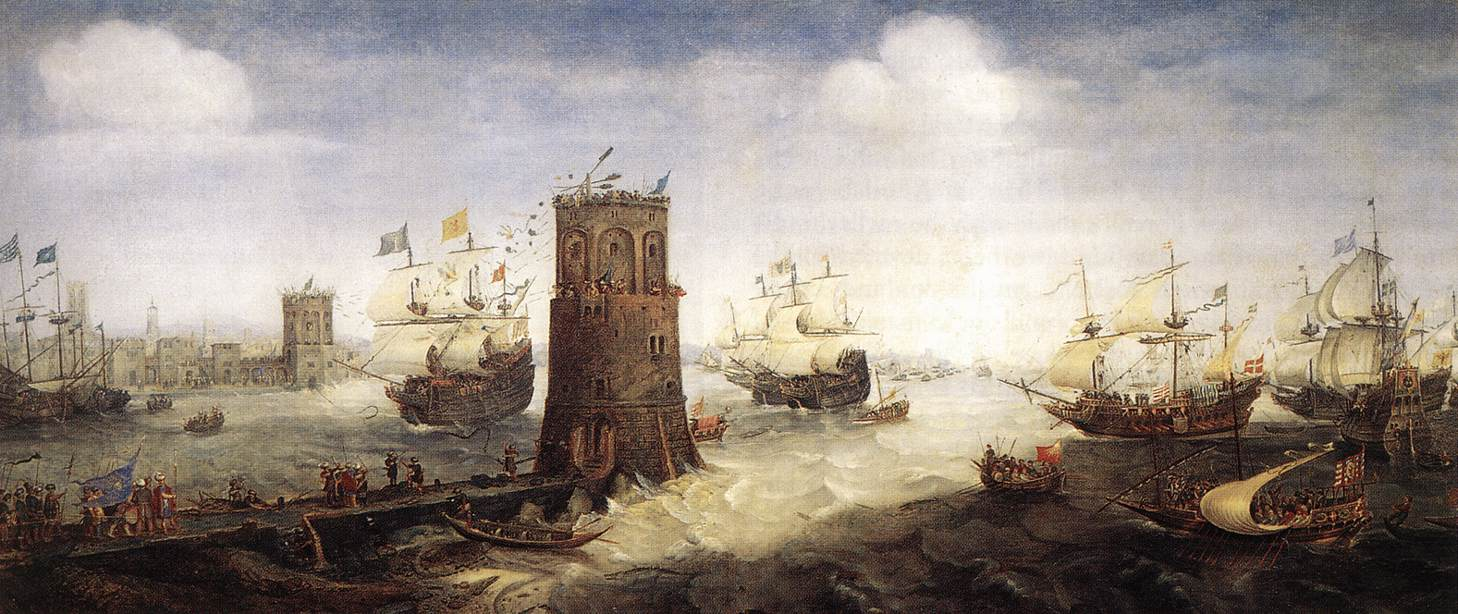
Assedio di Damietta durante la quinta crociata

Quella che solitamente viene individuata come la quinta crociata ebbe come obiettivo della spedizione l'Egitto: i vari corpi di spedizione raggiunsero Damietta nel 1218. Il tentativo di conquistare la città vide coinvolti i templari, ma la situazione strategica e tattica fu talmente sfavorevole che nel 1221 l'esercito cristiano rinunciò all'impresa. I templari, che pure persero il Maestro nei combattimenti, tennero una condotta non sempre limpida e si attirarono ostilità e polemiche che sarebbero riemerse per secoli.
Nel 1225 l'imperatore Federico II decise di recarsi in Terrasanta per riconquistare Gerusalemme. L'evento, usualmente indicato come sesta crociata, fu condotto sul campo diplomatico e ottenne realmente la riconquista pacifica della Città Santa. Federico si autonominò re. Con la sola eccezione della corte imperiale, l'intera vicenda suscitò un'ostilità generale, sia in campo islamico sia in campo cristiano. Si creò un conflitto insanabile fra l'imperatore e i templari, che avevano perso, oltre al ruolo ormai consolidato sui campi di battaglia, anche i diritti sui locali del Tempio, a causa degli accordi stipulati dall'imperatore. In più, Federico II, contribuì alla diffusione in patria di voci su presunte amicizie tra i Templari e i musulmani, al fine di screditarli ulteriormente agli occhi dei cristiani. Nel 1244 l'impazienza di alcuni comandanti cristiani condusse il grosso delle forze crociate in un tragico scontro con forze islamiche inferiori, per numero e per organizzazione, ad al-Harbiyya (o La Forbie). Nonostante il vantaggio numerico dei crociati, la loro sconfitta fu totale: dei trecento cavalieri templari riuscirono a salvarsi solo una trentina di uomini. I vantaggi ottenuti durante anni di diplomazia, accortamente gestiti dagli ordini religiosi cavallereschi e dai templari in particolare, furono azzerati, riconducendo i cristiani del Medio Oriente in uno stato di profonda crisi.

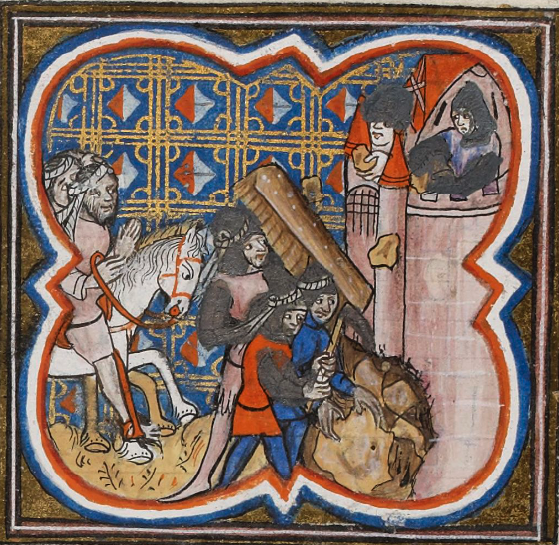
La caduta di San Giovanni d'Acri, nonostante la strenua difesa operata anche dai templari guidati da Guillaume de Beaujeu

Una successiva serie di spedizioni in Terrasanta, sotto la guida di Luigi IX di Francia, ebbe inizio nel 1249. Gli storici usano distinguere due episodi diversi, indicandoli come settima e ottava crociata. Le navi cristiane si diressero verso l'Egitto e Damietta, ancora in mani islamiche, fu rapidamente riconquistata. Sull'onda di questa vittoria i franchi non seguirono i consigli dei templari, ma si gettarono sulla città di Mansura, senza le necessarie precauzioni (1250). Il disastro fu totale. Dei duecentonovanta cavalieri templari che avevano partecipato al combattimento pur avendo ripetutamente cercato di dissuadere i comandanti franchi, se ne salvarono solo cinque. Ma la tragedia continuò: in fase di ritirata i soldati cristiani furono attaccati e decimati. Tra i molti prigionieri si contò anche lo stesso re Luigi. Nel 1266 avvenne la caduta della fortezza di Safed, per opera di un cavaliere traditore. Luigi IX promosse una seconda spedizione, indicata come ottava Crociata. La spedizione partì da Aigues-Mortes nel luglio del 1270. Il re sbarcò a Tunisi assieme al fratello Carlo I d'Angiò, ma l'assedio si prolungò molto: la peste e la dissenteria decimarono l'esercito uccidendo lo stesso re nell'agosto dello stesso anno.
Nel 1291 cadde definitivamente San Giovanni d'Acri e con il massacro di almeno 60 000 cristiani che ne conseguì, i templari decisero di evacuare Tortosa e Atlit. Nel 1302 la perdita di Ruad e il massacro della guarnigione templare pose definitivamente fine alle Crociate e all'avventura dei cristiani in Terrasanta. Sporadici tentativi e velleitari pronunciamenti dei decenni successivi non avrebbero incitato nessuno a prendere nuovamente le armi in nome della fede. Gli insuccessi militari in Terrasanta furono accompagnati anche da una decadenza morale progressiva dell'ordine, tanto che «la fama di superbia e di viziosità che i Templari si portavano dietro non era sempre frutto di calunnia». La perdita dell'austerità che aveva contraddistinto i primi Cavalieri è testimoniata perfino da alcune lastre funerarie che mostrano i dignitari dell'ordine sbarbati e con i capelli lunghi e curati, in contraddizione con le loro consuetudini.

### La caduta dei templari e il processo

#### Motivazioni

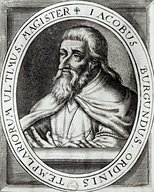
L'ultimo gran maestro templare Jacques de Molay

Con la perdita di San Giovanni d'Acri, i cristiani furono costretti a lasciare la Terra Santa. Nemmeno gli ordini religiosi poterono evitare tale esodo e i Templari scelsero di ripiegare verso Cipro dove insediarono la loro sede centrale. Tuttavia, una volta che questi ebbero abbandonato la Terrasanta, con pochissime probabilità di poterla un giorno riconquistare, in occidente sorse la questione dell'utilità dell'Ordine del Tempio il cui scopo originario per cui erano stati fondati, difendere i pellegrini diretti a Gerusalemme sulla tomba di Cristo, si era oramai reso irrealizzabile.
Per diversi decenni, il popolo aveva percepito i cavalieri anche come signori orgogliosi e avidi, che conducevano una vita disordinata (le espressioni popolari "bevi come un templare" o "giura come un templare" sono rivelatrici a questi sintomi), tanto che dal 1274 al concilio di Lione II i più alti dignitari dell'ordine dovettero produrre un libro di memorie per giustificare la loro esistenza. Abitualmente si parlava dei Templari come di un covo di eretici e di viziosi; voci probabilmente alimentate dal fatto che molti peccatori erano in effetti approdati all'Ordine per riceverne protezione a fronte di un, non sempre sincero, pentimento.

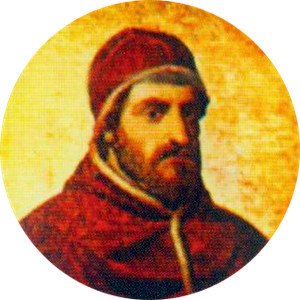
Papa Clemente V

Alcuni storici, inoltre, addebitano alcune responsabilità del discredito dell'Ordine al gran maestro Jacques de Molay, eletto nel 1293 dopo la perdita di San Giovanni d'Acri, il quale aveva temporeggiato riguardo alla proposta fattagli da papa Clemente V nel 1306 di fondere i Templari con l'Ordine degli Ospitalieri al fine di poter mettere in campo una nuova forza maggiormente organizzata per una nuova crociata che avrebbe dovuto riconquistare la Terrasanta. Per questo il Gran Maestro venne tacciato di codardia se non addirittura di connivenza con i musulmani con cui avevano intrecciato alcuni rapporti. In ogni caso, già dalla metà del XIII secolo l'ideale crociato era andato in crisi, tra continue richieste di denaro per finanziare imprese spesso fallimentari e crociate predicate più per motivi politici che per combattere gli infedeli, portando la popolazione a considerarle negativamente insieme agli Ordini militari la cui funzione appariva sempre più effimera.
Dal canto loro, i Templari, venuta sempre meno la loro funzione di guerrieri in Terrasanta, avevano oramai da tempo posto maggior attenzione verso l'Europa dove, grazie a lasciti, donazioni e proventi da speculazioni, avevano accumulato ingenti ricchezze a discapito del loro voto di povertà; un ulteriore aspetto che li rendeva facile bersaglio delle critiche della popolazione ma che li rendeva molto interessanti agli occhi del re di Francia intenzionato ad appropriarsi dei loro ingenti beni per rimettere in sesto le casse del Regno.

#### Arresti

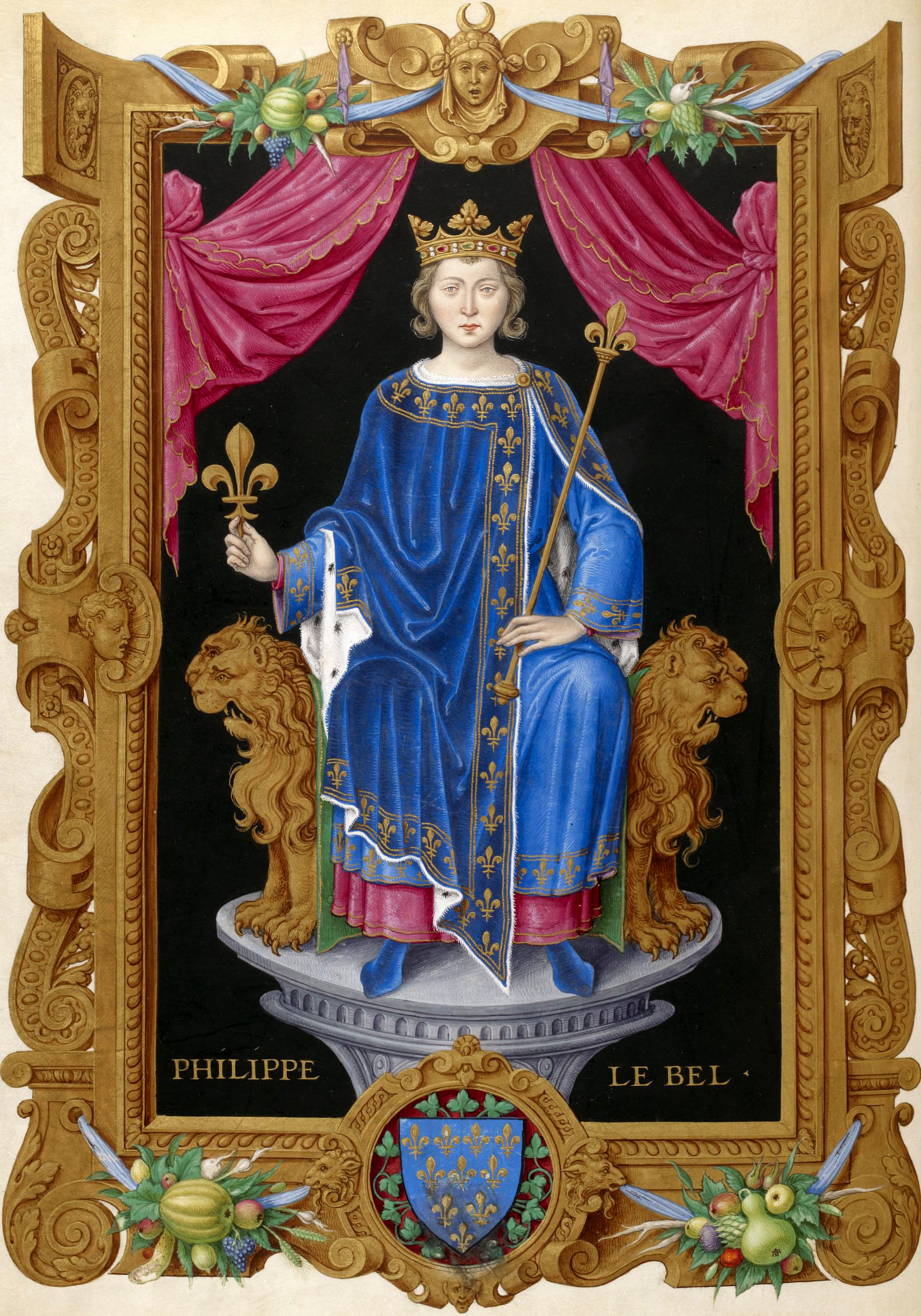
Filippo IV di Francia detto "il Bello"

Il primo a muovere delle accuse formali contro l'Ordine fu il templare rinnegato Esquieu de Floyran che nel 1305 presentò le proprie tesi al re Giacomo II d'Aragona il quale, tuttavia, non gli credette. Diversa sorte ebbe de Floyran quando si rivolse al re francese Filippo IV il Bello che dette ordine ai suoi consiglieri Guglielmo di Nogaret e Guglielmo di Plaisans di aprire un'inchiesta formale. Lo stesso Guillaume de Nogaret pagò successivamente Esquieu de Floyran per diffondere tra la popolazione le accuse di «Negazione di Cristo e sputi sulla croce, rapporti carnali tra fratelli, baci osceni esercitati dai Cavalieri del Tempio». Gli addebiti mossi ai Templari erano talmente infamanti (eresia, idolatria e sodomia) che papa Clemente V, da poco trasferitosi ad Avignone e quindi sottoposto a una sostanziale pressione da parte della corona di Francia, decise di aprire un'inchiesta il 24 agosto 1307. Tuttavia, Filippo di Francia non era intenzionato a dare campo libero al papa nel condurre le indagini e, il 14 settembre, inviò messaggi sigillati a tutti i balivi, siniscalchi e soldati del regno ordinando l'arresto dei templari e la confisca dei loro beni, in quella che alcuni storici hanno definito come “la prima retata della storia”.

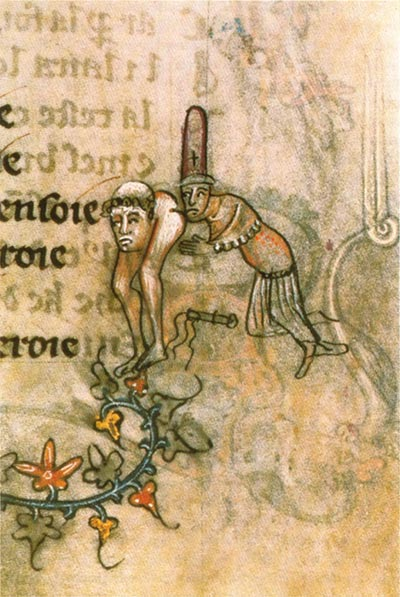
Un templare bacia un ecclesiastico, miniatura in un manoscritto di Jacques de Longuyon del 1350 circa

La mossa riuscì in quanto fu astutamente avviata in contemporanea contro tutte le sedi templari di Francia; i cavalieri, convocati con la scusa di accertamenti fiscali, vennero tutti arrestati. Quella stessa mattina, Guillaume de Nogaret accompagnato da alcuni uomini d'arme entrò nelle mura della sede dei Templari di Parigi, dove risiedeva il maestro dell'ordine Jacques de Molay. Alla vista dell'ordinanza reale che giustificava gli arresti, i Templari si lasciarono portare via senza alcuna resistenza. A Parigi si contarono 138 prigionieri, oltre al maestro dell'ordine. Uno scenario identico si svolse contemporaneamente in tutta la Francia. La maggior parte dei Templari non offrirono alcuna resistenza. Alcuni riuscirono a scappare prima o durante gli arresti. I prigionieri furono rinchiusi per la maggior parte a Parigi, Caen, Rouen e al castello di Gisors. Tutti i loro beni furono inventariati e affidati alla cura del Tesoro Reale.
L'azione di Filippo non trovò l'appoggio degli altri regnanti cristiani che non vollero seguire il suo esempio: Edoardo II d'Inghilterra dichiarò di non credere alle accuse, Giacomo II d'Aragona arrivò a difendere l'Ordine e il papa criticò, ma sempre diplomaticamente, il modo con cui erano stati condotti gli arresti poiché, a detta sua, si trattava di una prevaricazione della sua autorità in quanto i Templari erano soggetti alla sua giurisdizione. Tuttavia, i Templari arrestati iniziarono a confessare gli addebiti che gli erano stati mossi, talvolta a seguito di intimidazioni e torture, talvolta perché realmente colpevoli, non lasciando altre possibilità al papa di ordinare anch'egli l'arresto di tutti gli appartenenti all'Ordine e della messa in tutela ecclesiastica dei loro beni; ordine che avvenne con la bolla pontificia Pastoralis praeminentiæ del 22 novembre 1307. Con questa tutti i sovrani cristiani dovettero adeguarsi alla volontà papale, ma gli effetti furono ben diversi: ad esempio in Spagna e Cipro, dove i Templari vantavano appoggi e una effettiva organizzazione, essi ripararono nelle proprie fortezze riuscendo perlopiù a salvare vita e beni.

#### Il processo

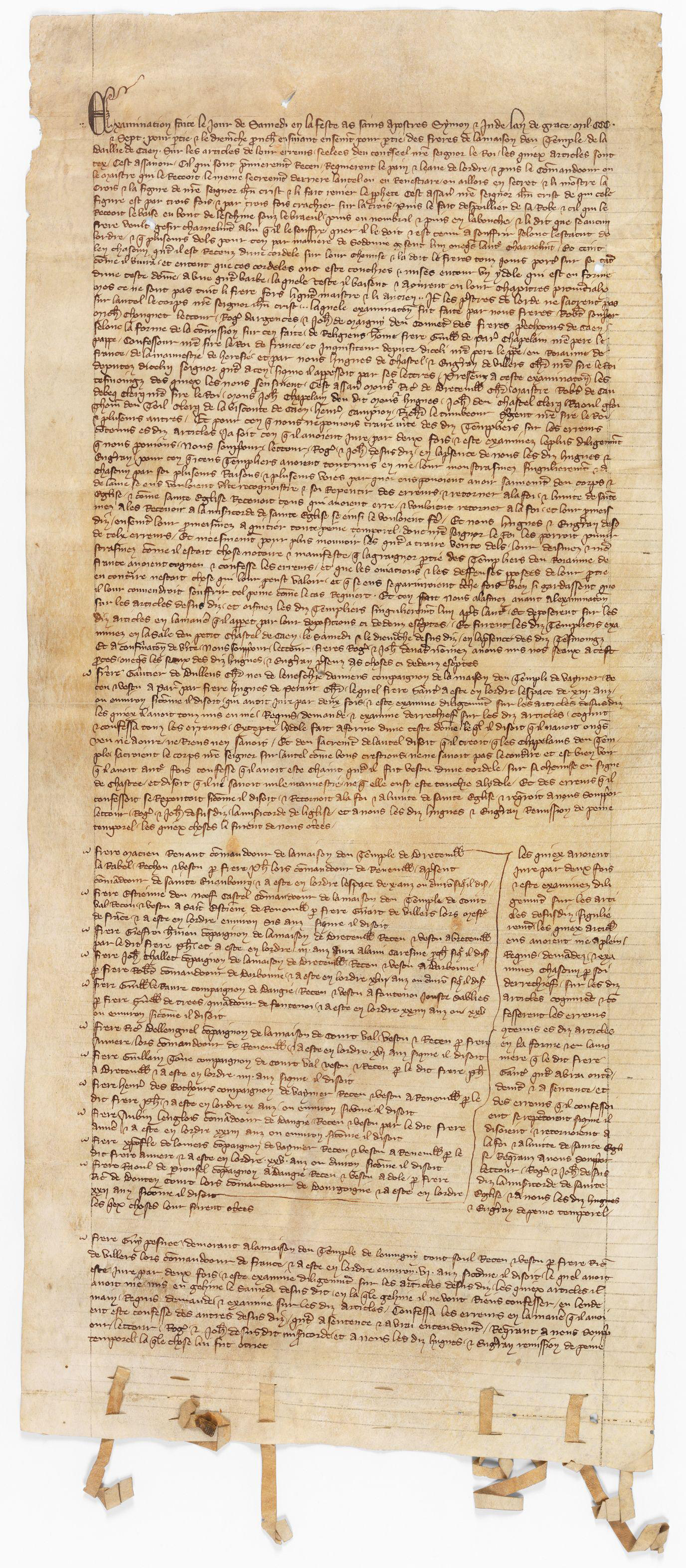
Verbale di un processo contro i templari

Agli arresti e alle confessioni seguì un processo che, per via della sua portata e del modo con cui vennero mosse le accuse, lo storico Franco Cardini definisce come uno dei primi “processi massmediali”. Riguardo alle confessioni, sempre Cardini, nota come tutte riportino pressoché le stesse dichiarazioni: di aver rinnegato Cristo, di aver venerato idoli pagani (come gatti, teste a tre facce o Bafometto) e compiuto atti osceni; un segno che fa pensare a un'orchestrazione da parte degli accusatori che vollero dare una giustificazione giuridica alla chiara volontà regia di arrivare alla condanna dell'Ordine e alla espropriazione dei beni senza dargli possibilità di una vera difesa. Vennero biasimati anche per aver intrattenuto rapporti giudicati troppo amichevoli con i signori musulmani, arrivando con alcuni di loro, come Usama ibn Munqidh, a porgergli veri e propri favori, come quello di concedergli di pregare nella Cupola della Roccia, benché già trasformata in chiesa cristiana. Lo storico italiano, tuttavia, non esclude che alcuni Templari fossero, almeno in parte, colpevoli di alcune delle accuse a loro mosse; innanzitutto c'è da rimarcare il fatto che molti Templari erano entrati nell'Ordine per espiare precedenti "peccati", come eresia e sodomia, e che una volta ammessi non fossero stati immuni da aver reiterato tali comportamenti, inoltre è normale presupporre che all'interno di un gruppo così grande vi potessero essere alcuni soggetti che avevano compiuto, magari solo in passato come un cavaliere che confessò fatti di trentasei anni prima, i peccati di cui erano accusati, ma è da escludere che questi fossero sistematicamente diffusi a tutto l'Ordine come l'accusa voleva dimostrare.
Per legittimare maggiormente il processo in corso contro i Templari e rafforzare la propria autorità a discapito di quello papale, Filippo IV convocò gli stati Generali del 1308 a Tours con cui si reiterò la condanna nei confronti dell'Ordine. In risposta, il Papa chiese di potere ascoltare i Templari a Poitiers, ma poiché la maggior parte dei dignitari erano imprigionati a Chinon, re Filippo ricorse al pretesto che essi erano troppo deboli per affrontare il viaggio, per negare al papa tale possibilità. Quindi Clemente V delegò due cardinali perché si recassero a Chinon ad ascoltare i testimoni. Il manoscritto noto come pergamena di Chinon, ritrovato nel 2001 nell'Archivio Segreto Vaticano, dimostrerebbe come in quell'occasione il papa avesse concesso l'assoluzione agli alti dignitari dell'Ordine dalle accuse formulategli dalla corona francese.

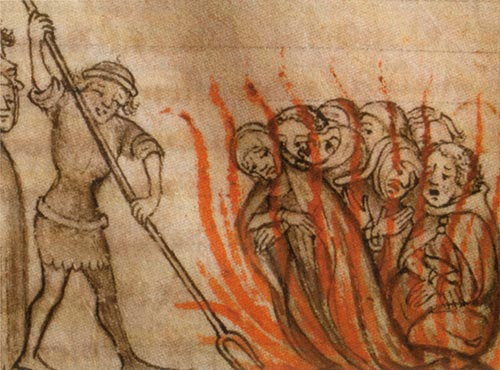
Templari condannati alla morte sul rogo

Poiché l'Ordine del Tempio si trovava sotto l'autorità papale e non sotto quella regia, furono le autorità ecclesiastiche a dover istruire il processo contro di loro. A seguito della bolla Faciens misericordiam, in cui furono definite le accuse portate contro il Tempio, il 12 novembre 1309 si tenne a Parigi la prima commissione pontificia che doveva giudicare l'Ordine, non tanto come insieme di persone fisiche (ovvero gli appartenenti) ma come una personalità giuridica in sé. Nell'agosto successivo tutti i vescovati ricevettero l'ordine di far comparire davanti alla commissione tutti i Templari arrestati. In quest'occasione, solo uno di essi confermò la confessione fatta precedentemente: il 6 febbraio 1310, quindici Templari su sedici, proclamarono la loro innocenza, ben presto seguiti dalla maggior parte dei loro fratelli. Preoccupato di poter perdere la propria autorità sul processo in corso, Filippo IV fece nominare arcivescovo di Sens il fidato Philippe de Marigny, fratellastro di Enguerrand de Marigny, suo stretto collaboratore e consigliere. Così il processo prese una chiara direzione e andò a velocizzarsi tanto che, il 12 maggio 1310, vennero condannati alla morte sul rogo cinquantaquattro Templari che avevano ritrattato le loro precedenti confessioni fatte tre anni prima. Entro il 26 maggio dell'anno successivo vennero portati a termine tutti gli interrogatori. Nel generale clima di condanna ci fu l'eccezione rappresentata da Rinaldo da Concorezzo, arcivescovo di Ravenna e responsabile del processo per l'Italia settentrionale: egli assolse i cavalieri e condannò l'uso della tortura per estorcere confessioni (concilio provinciale di Ravenna, 1311).

#### Il concilio di Vienne

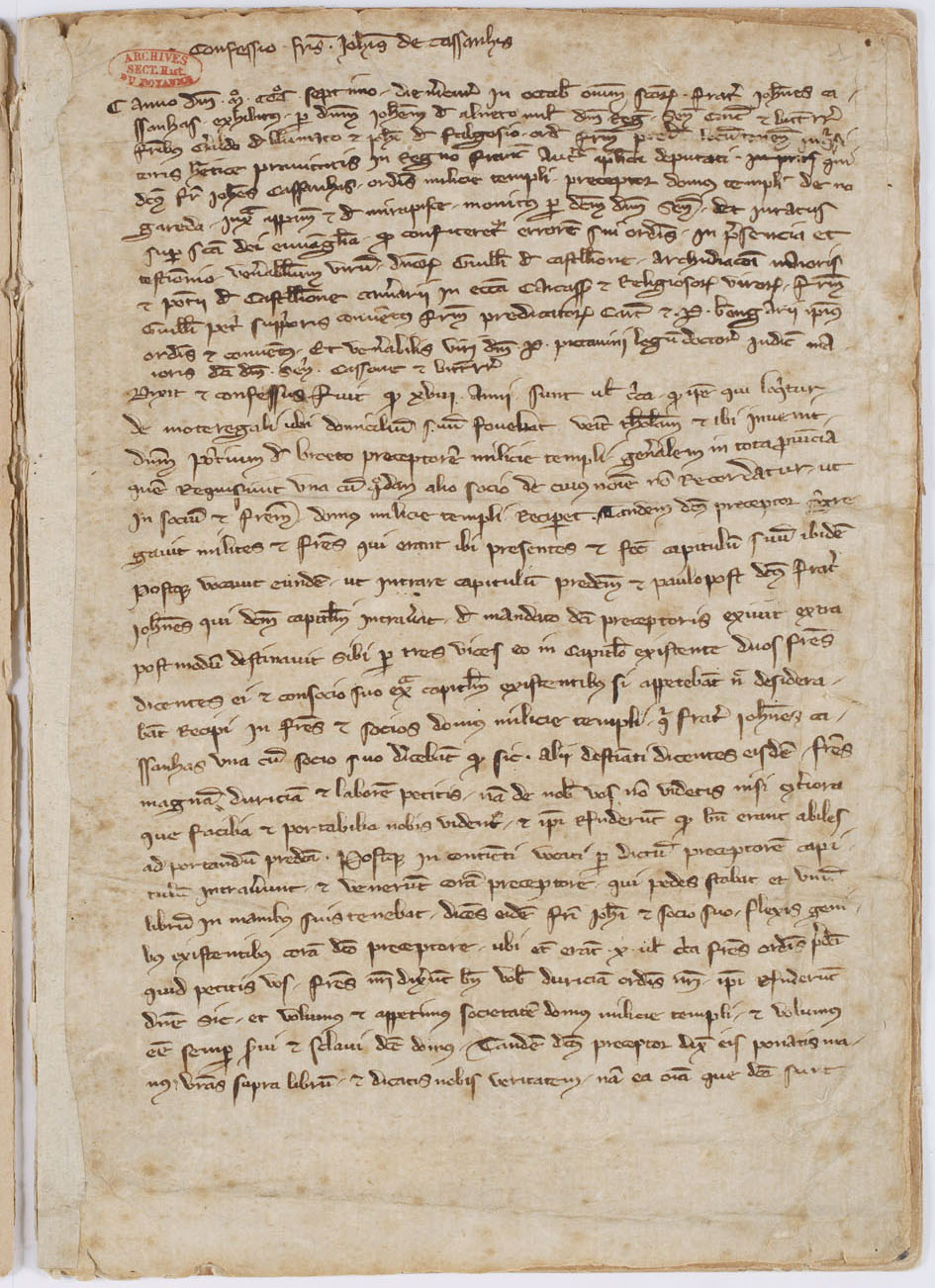
Verbale di interrogatorio di alcuni templari

La precedente bolla Faciens misericordiam, con cui il papa istruiva la commissione incaricata di giudicare l'Ordine, disponeva inoltre l'apertura entro il 1310 di un concilio ecumenico con cui sarebbe stato valutato l'operato dei Templari. L'apertura del concilio, passato alla storia come il Concilio di Vienne poiché tenutosi nella Cattedrale di San Maurizio a Vienne, venne ritardata e i lavori poterono iniziare solamente il 16 ottobre 1311, con tre obiettivi: decidere sulle sorti dell'ordine, discutere la riforma della Chiesa e organizzare una nuova crociata. A esse parteciparono anche alcuni Templari desiderosi di difendere il proprio Ordine dalle accuse. Tuttavia re Filippo IV, desideroso di mettere fine ai Templari, mise pressione alla commissione conciliare tanto da marciare con l'esercito sulla città di Vienne. Così, il 22 marzo, Clemente V si trovò costretto a emanare a bolla Vox in excelso con cui, dopo aver tracciato la storia dell'Ordine, delle accuse, dei processi, si ammetteva che dalle risultanze non si potesse procedere giuridicamente contro i Templari ma a causa dei sospetti l'Ordine veniva comunque soppresso per via amministrativa.
Quanto alla sorte dei Templari e delle loro proprietà, il Papa emise altre due bolle: con la bolla Ad providam, del 2 maggio 1312, i beni dei templari passavano all'Ordine degli Ospitalieri (con l'eccezione che in Spagna e in Portogallo, due ordini nacquero dalle ceneri dei Templari, l'ordine di Montesa e l'Ordine di Cristo) anche se nella pratica non sempre questo avvenne; la bolla Considerantes dudum, del 6 maggio, con cui venne determinato il destino degli appartenenti all'Ordine. A coloro i quali avevano confessato o erano stati riconosciuti innocenti, sarebbe stata concessa una pensione e avrebbero potuto aderire a un altro ordine monastico, mentre quelli che avevano negato gli addebiti e riconosciuti colpevoli o che avevano ritrattato le confessioni, sarebbero stati condannati a morte.

#### Sorte dei dignitari e delle ricchezze

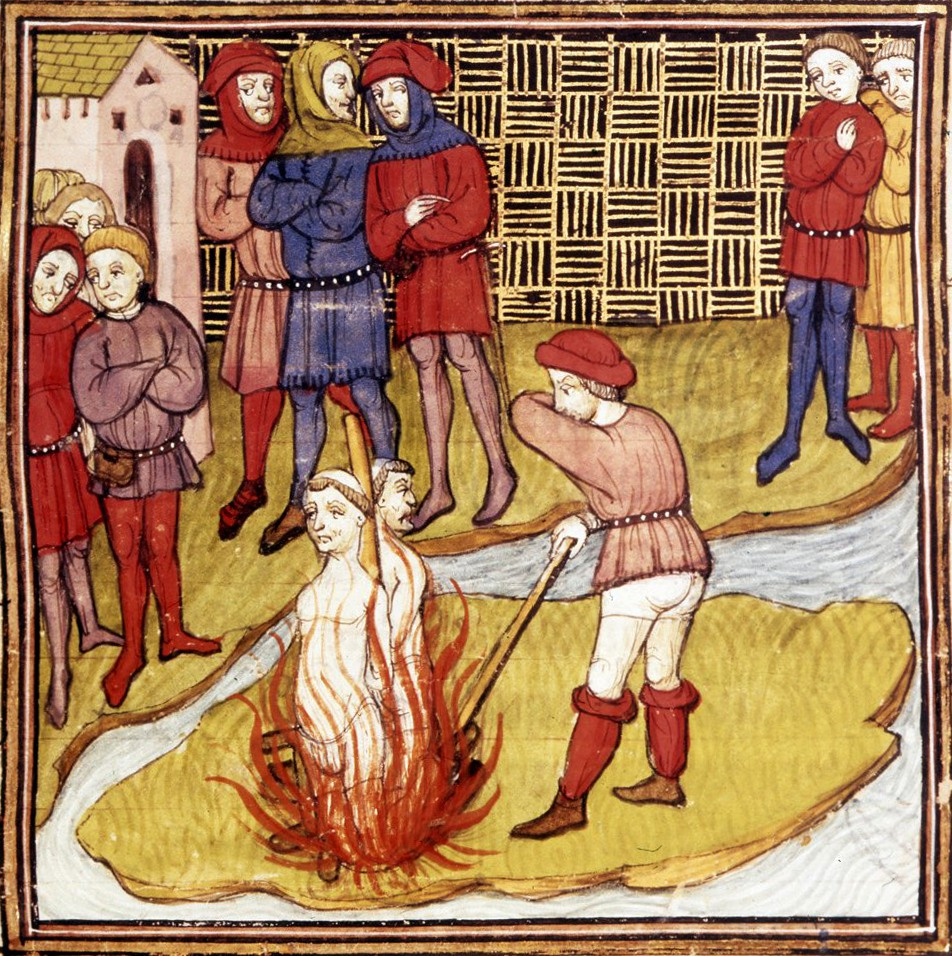
Il rogo sul quale arsero vivi l'ultimo Maestro Jacques de Molay e Geoffrey de Charnay, acceso su di un'isoletta sulla Senna a Parigi, davanti alla Cattedrale di Notre-Dame, l'11 marzo 1314 (manoscritto della fine del XIV secolo)

Il 22 dicembre 1313 venne nominata una commissione pontificia, composta da tre cardinali e da avvocati nominati da re di Francia, per decidere la sorte dei quattro più alti dignitari dell'Ordine che avevano precedentemente confessato. L'11 marzo del 1314 questi vennero portati nella piazza della Cattedrale di Notre-Dame in modo che la sentenza potesse essergli letta. Fu allora che Jacques de Molay, maestro dell'Ordine del Tempio, Geoffrey de Charnay, precettore della Normandia, Hugues de Pairaud e Geoffroy de Goneville, vennero a sapere che erano stati condannati alla incarcerazione a vita.
Jacques de Molay e Geoffroy de Charnay allora proclamarono la loro innocenza affermando di aver mentito ai giudici dell'Inquisizione e quindi vennero dichiarati "relapsi" e consegnati al braccio secolare, in questo caso alla giustizia reale. Ecco come Guillaume de Nangis, cronista dell'epoca, descrive nella sua Cronaca latina tali fatti: «Mentre i cardinali pensavano di aver posto fine a questa vicenda, improvvisamente e inaspettatamente due di loro, il grande maestro e il maestro di Normandia, si sono ostinatamente difesi contro il cardinale che aveva pronunciato la sentenza e contro l'arcivescovo di Sens Philippe de Marigny, ritrattando la loro confessione».
Il giorno successivo, Filippo il Bello convocò il suo consiglio e, ignorando i cardinali, condannò al rogo i due templari. La sentenza venne immediatamente eseguita nei pressi di dove oggi sorge il Pont Neuf, sull'isola della Senna detta dei giudei. Goffredo di Parigi fu un testimone oculare di questa esecuzione e nella sua Cronaca metrica riportò le ultime parole del maestro dell'ordine: «Vedo qui il mio giudizio dove la morte mi si addice liberamente; Dio sa chi ha torto, chi ha peccato. Presto la sfortuna colpirà coloro che ci hanno condannato ingiustamente: Dio vendicherà la nostra morte».
Filippo il Bello distrusse il sistema bancario dei templari e, benché una bolla papale avesse trasferito tutti gli averi dei templari agli ospitalieri, riuscì ad addurre a sé parte del tesoro. Questi eventi e le originali operazioni bancarie dei templari sui beni depositati, che furono improvvisamente mobilitati, costituirono due dei molti passaggi verso un sistema di stampo militare per riprendere il controllo delle finanze europee, rimuovendo questo potere dalle mani della Chiesa. Visto il destino dei templari, gli Ospitalieri di San Giovanni furono ugualmente convinti a cessare le proprie operazioni bancarie.
Molti sovrani e nobili inizialmente sostennero i cavalieri e dissolsero l'ordine nei loro reami solo quando fu loro comandato da papa Clemente V. Roberto I, re degli Scoti, era già stato scomunicato per altri motivi e quindi non era disposto a prestare attenzione ai comandi papali; di conseguenza, molti membri dell'ordine fuggirono in Scozia; in Portogallo i cavalieri e il patrimonio del loro ordine confluirono in un nuovo ordine, fondato col permesso del papa per combattere contro i mori nell'Algarve, l'Ordine del Cristo. Il principe Enrico il Navigatore (1394 - 1460) guidò per vent'anni, fino alla propria morte, tale ordine, utilizzandone il denaro per organizzare la prima scuola per navigatori, preparando la via alla supremazia marittima portoghese che porterà alle grandi esplorazioni cinquecentesche.
Il processo e l'abolizione dell'ordine ebbero un forte impatto sui contemporanei e anche nei secoli successivi il dibattito su quello che accadde rimase piuttosto vivo. A favore dei templari e contro la decisione di Filippo il Bello si schierò il poeta Dante Alighieri che nella Divina Commedia accusa il re francese di cupidigia, un'idea condivisa anche da Giovanni Boccaccio, Giovanni Villani e, successivamente, dal teologo Antonino Pierozzi. Di diverso avviso fu Raimondo Lullo che considerò assodata la loro colpevolezza, provata, a suo avviso, da una "terribile rivelazione" di cui era venuto a conoscenza.

## Organizzazione e diffusione dei templari

### Il sistema templare

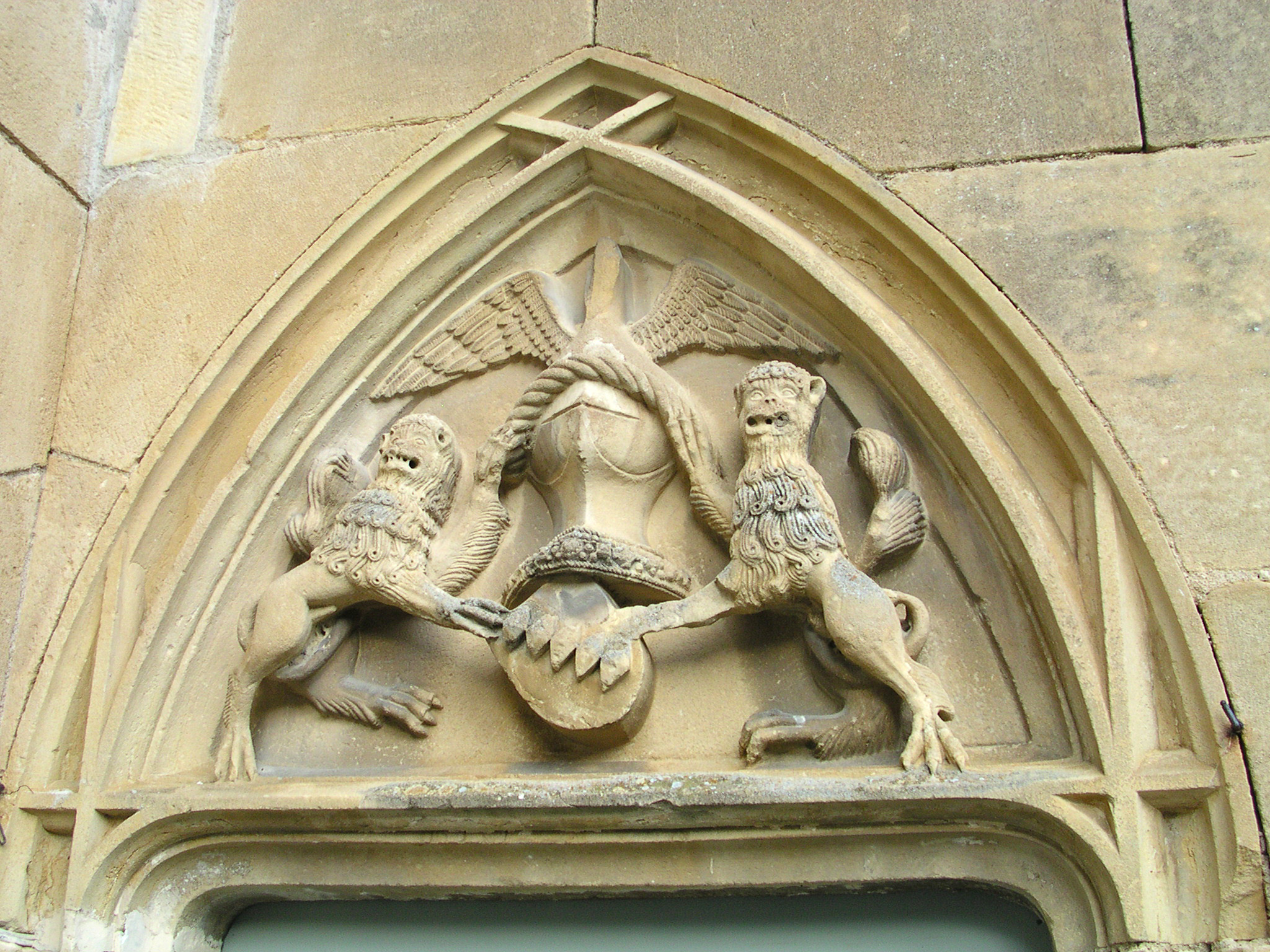
Portale di una commenda templare a Chanonat (Puy-de-Dôme, Francia)

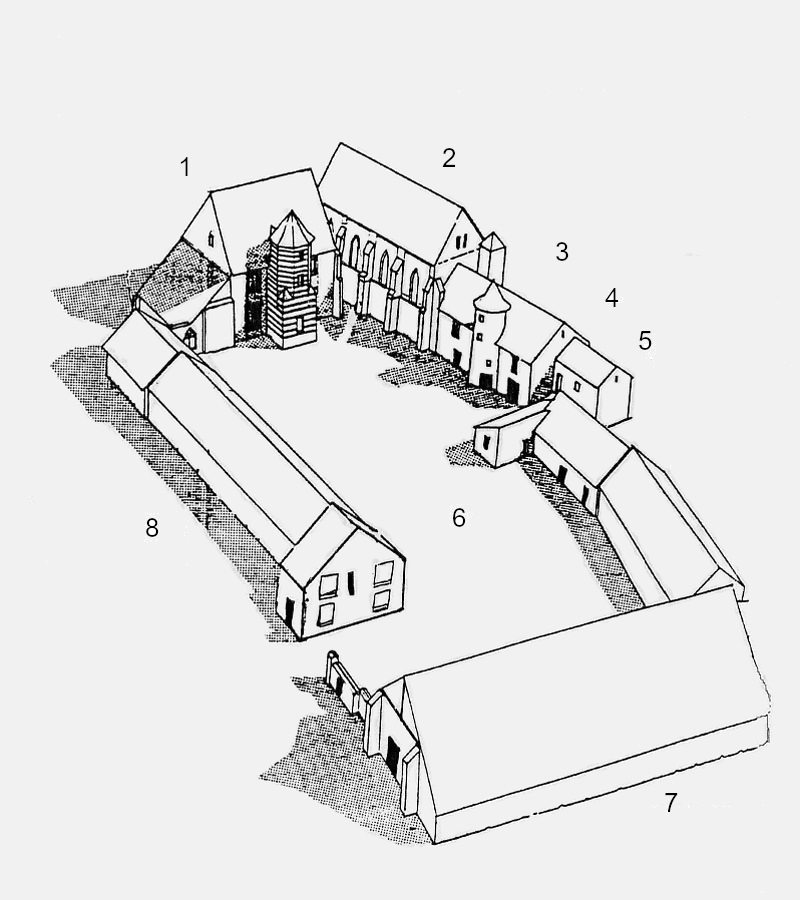
Ricostruzione di una commenda templare, quella di Coulommiers nella regione dell'Île-de-France:
1. Alloggio del comandante
2. Cappella
3. Sala del capitolo
4. Colombaia
5. Alloggi
6. Cortile
7. Stalla
8. Alloggi

Nel corso della sua esistenza l'Ordine Templare svolse sostanzialmente tre azioni, oltre a quella religiosa: l'attività militare, la coltivazione delle terre, la gestione di sistemi economici e finanziari. Queste azioni furono consentite dalla formazione di un'imponente struttura territoriale, organizzativa ed economica, che interessò non solo il Vicino Oriente, ma anche una grande parte delle regioni europee (eccezion fatta per la Spagna). Il mantenimento di un ingente gruppo di armati in Terrasanta richiedeva infatti un adeguato sforzo produttivo anche sul continente europeo, non solo per rifornire di vettovagliamenti le milizie, ma soprattutto per sostenere i costi legati alle armi, ai cavalli, alla flotta navale, alle attrezzature di servizio e alla costruzione di edifici e fortificazioni.
I templari usarono in realtà una cospicua parte delle loro ricchezze per costruire numerose fortificazioni in tutta la Terrasanta. In questa prospettiva la crescita dell'Ordine, che inizialmente si era retto sulle donazioni dei primi cavalieri, fu ben presto accentuata dal favore del papa Innocenzo III, che aveva concesso all'Ordine la totale indipendenza dal potere temporale, compreso l'esonero dal pagamento di tasse e gabelle, oltre al privilegio di rendere conto solo al pontefice in persona e alla possibilità di esigere le decime.
La presenza dei templari sul territorio di entrambi i continenti, asiatico ed europeo, era assicurata dalle diverse sedi templari: le Precettorie, le Mansioni e le Case fortezza o "Capitanerie" (queste ultime due meno importanti delle Precettorie), largamente autonome dal punto di vista gestionale.
Nelle grandi capitali (Parigi, Londra, Roma e altre) vi erano le Case, ognuna delle quali aveva il controllo di una delle sette grandi province dall'Inghilterra alle coste dalmate in cui i templari avevano diviso la loro organizzazione monastica. Al massimo del loro fulgore arrivarono presumibilmente ad avere quasi 10 000 proprietà, distribuite capillarmente in tutta Europa e Medio Oriente, il che indica la loro notevole influenza economica e politica nel periodo delle Crociate.
Dal punto di vista organizzativo, si potevano distinguere sommariamente quattro tipologie di confratelli:
- i cavalieri, equipaggiati come cavalleria pesante;
- i sergenti,[N 6] equipaggiati come cavalleria leggera, provenienti da classi sociali più umili dei cavalieri;
- i fratelli di mestiere e i fattori, che amministravano e operavano nelle proprietà dell'Ordine;
- i cappellani, che erano ordinati sacerdoti e curavano le esigenze spirituali dell'Ordine.

Vari gradi di responsabilità di comando e amministrazione erano attribuiti al Maestro (Gran Maestro secondo una dizione diffusa ma inesatta), ai Commendatari, ai Siniscalchi, ai Marescialli, ai Gonfalonieri e ad altri ruoli.
Alcuni confratelli si occupavano esclusivamente di attività bancarie, in quanto l'ordine trattava frequentemente il denaro e le merci preziose connessi con lo svolgimento delle Crociate. La parte più significativa dei Cavalieri templari si dedicava tuttavia alle azioni militari ed erano probabilmente le unità da combattimento meglio addestrate e disciplinate del proprio tempo. A sostegno del corpo militare dell'ordine venivano aggregate truppe ausiliarie, anche mercenarie, come i Turcopoli. Ciascun cavaliere disponeva di due o tre cavalli che lo potevano accompagnare per qualsivoglia compito bellico e di un gruppo di sergenti e scudieri pronti ad agire per le evenienze.
A differenza della totalità degli altri ordini monacali, non sembra che i templari abbiano dedicato una parte significativa del loro tempo all'elaborazione di testi o documenti, religiosi o d'altro genere: a parte le copie della Regola che ci sono pervenute, non lasciarono tracce consistenti del loro pensiero; in ogni caso, la damnatio memoriae a cui furono soggetti avrebbe nel tempo cancellato le loro produzioni. Il maggiore influsso dei Templari non fu comunque di tipo militare, quanto piuttosto di tipo sociale ed economico sotto il profilo della diffusione di strumenti economico-finanziari: con le abbazie ed i loro terreni agricoli, con la costruzione delle cattedrali, l'ordine portò sviluppo e lavoro in molte parti dell'Europa medioevale, attraverso un'estesa rete di succursali. Molti governi europei ricorsero ai loro servizi per ottenere finanziamenti, per gestire le contabilità e le finanze pubbliche.

### La Regola

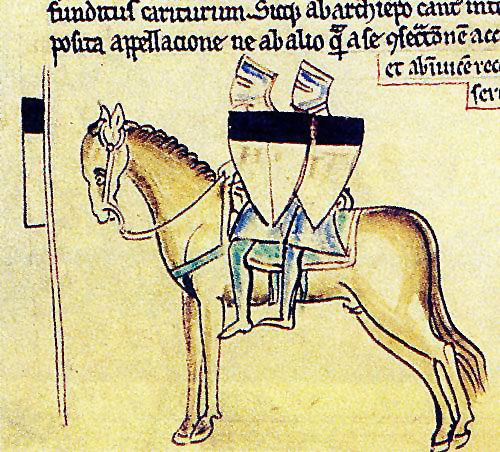
Una raffigurazione tipica dei cavalieri templari in un manoscritto inglese del 1250

Le prime testimonianze sulla nascita dei Templari non consentono di definire con certezza se essi si fossero aggregati sulla base di una regola precisa. Solo durante il Concilio di Troyes del 1129 essi assunsero una regola, come era consuetudine per gli ordini monastici, avallata anche dall'appoggio di Bernardo di Chiaravalle, sostanzialmente basata su alcuni elementi della Regola benedettina nella versione utilizzata dalla congregazione cistercense di cui Bernardo faceva parte.
Della Regola Templare originale possediamo alcuni esemplari, redatti in latino, in quel periodo storico lingua ufficiale usata nei testi formali, religiosi e laici. Stesure successive privilegiano invece la lingua francese antica. I testi che ci sono pervenuti conservano le tracce di un rimaneggiamento: agli originali cinquanta capitoli, formalmente conclusi dall'esortazione di osservanza rivolta ai destinatari, risultano aggiunti altri ventidue capitoli, una sorta di appendice, dotata di un secondo prologo.
I tre classici voti degli ordini monastici - povertà, obbedienza e castità – non risultano esplicitamente espressi. La formulazione della castità appare solo nei capitoli dell'appendice e sembra soprattutto volta a scoraggiare la convivenza fra fratres e sorores (cap. 56), implicitamente ammessa però come usanza pregressa, da evitare per il futuro. Risulta esplicito il consenso all'ingresso degli uomini sposati (cap. 55) e alla possibilità di un'adesione temporanea all'Ordine, sostanzialmente inconciliabile con una castità permanente. Si scoraggia poi, sempre in appendice, la frequentazione e l'intimità con donne, madri comprese (cap. 72). In merito alla povertà, si esortano i cavalieri a donare tutti i loro beni (solo metà se sposati) a sostegno dell'Ordine, consentendo però il possesso di terre e l'asservimento di uomini e agricoltori (cap. 51).

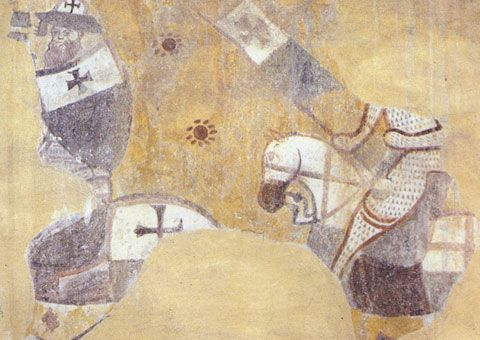
Una delle più antiche e coeve rappresentazioni dei templari, affresco all'interno della chiesa di San Bevignate a Perugia

In altri testi posteriori si ammette, anzi si giustifica, la pratica del bottino di guerra. In relazione all'obbedienza, appare chiaro l'intento di conservare una disciplina collettiva, con limiti soprattutto indirizzati all'ostentazione degli abiti e degli accessori, al decoro personale, alle regole quotidiane, alla preghiera, all'alimentazione e alla solidarietà collettiva. Preciso è il divieto alla pratica di atti di violenza superflua (caccia, con esclusione del leone, e uso di archi e balestre - cap. 46 e 47). Le successive versioni della regola pervenute, redatte in francese, risultano molto più dettagliate e ricche di prescrizioni inerenti soprattutto la vita militare, risultando più adatte a un ordine ormai altamente strutturato.

Bandiera utilizzata in battaglia dai templari

La regola dei templari conteneva anche delle disposizioni riguardo alla veste da indossare che doveva essere bianca, nera, o bigia; inoltre i cavalieri indossavano un mantello bianco mentre per i sergenti e per gli altri appartenenti all'ordine ne era previsto uno di colore marrone scuro. Era inoltre vietato qualsiasi accessorio a ornamento, anche se con la bolla pontificia Omne datum optimum, emanata nel marzo 1139, venne permesso di portare una croce patente rossa, ricamata in alto a sinistra sul mantello come ricordo del pellegrinaggio armato a Gerusalemme. Tale croce era di piccole dimensioni (come ben si evince dalle rappresentazioni dell'epoca) e non di grandi dimensioni sul torace o sulla schiena, come si vede invece in varie rappresentazioni ottocentesche o nella filmografia moderna.
Ai templari era inoltre vietato portare i capelli lunghi mentre la barba doveva essere lunga e non curata, anche se tali disposizioni non furono seguite a lungo. Ai cavalieri non era concesso nemmeno di usufruire dei bagni alla maniera orientale.
Fra i simboli dei templari vi era il beauceant, caratterizzato appunto dalla croce patente rossa in campo bianco e nero.

### Crescita dell'Ordine e ramificazione in Europa

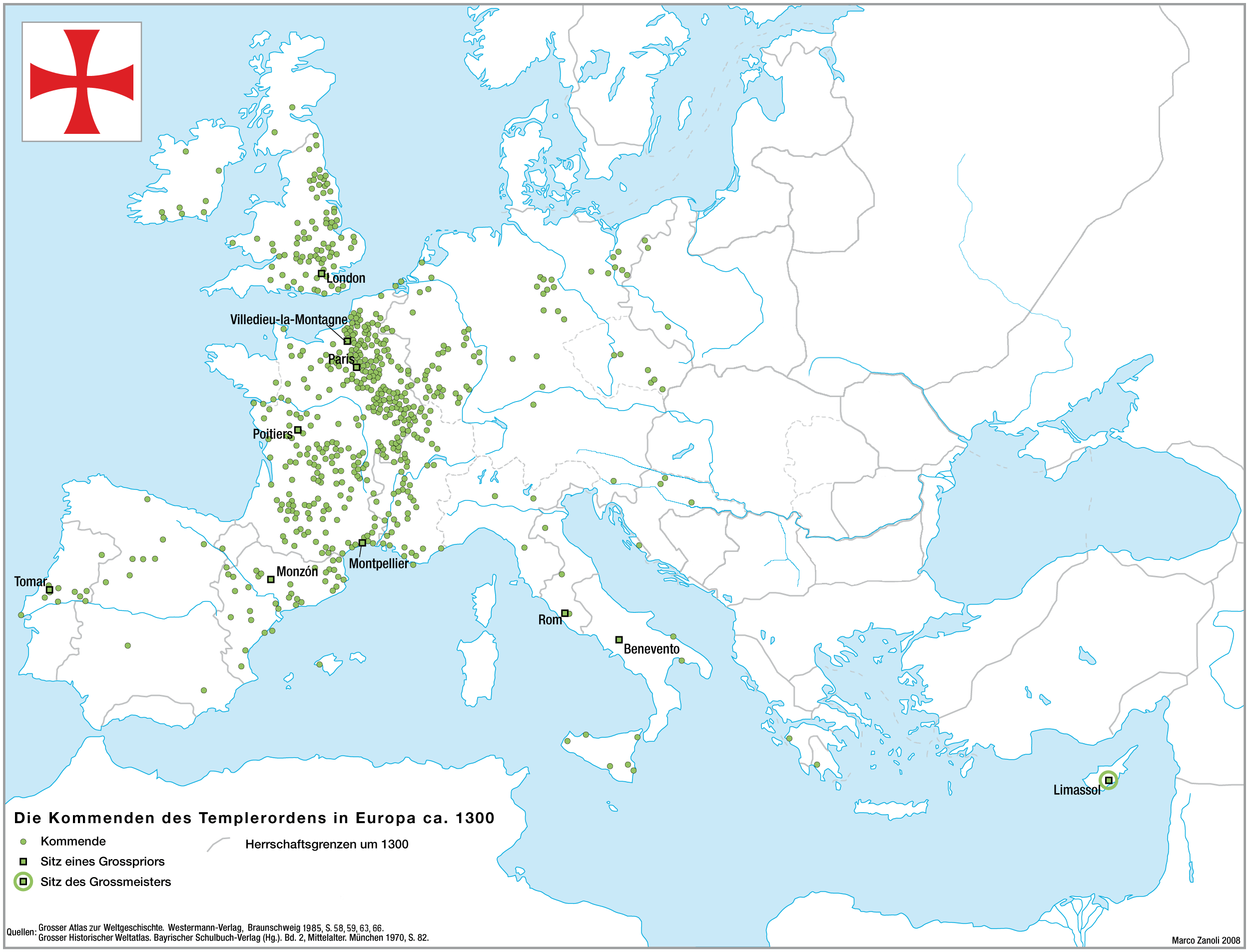
Possedimenti dell'ordine dei cavalieri templari in Europa intorno al 1300

La vastissima diffusione delle sedi dell'ordine, in Europa e anche in Italia, fu legata anzitutto alla necessità di mantenere attiva in Terra santa la forza combattente, in termini economici e finanziari. La maggioranza degli insediamenti era rivolta alle colture agricole, ma non mancavano le sedi dedicate alla gestione amministrativa delle proprietà, al reclutamento o al controllo di attività complementari, come l'allevamento di cavalli da trasporto e da combattimento, o le attività metallurgiche connesse con la produzione di armi. A titolo di esempio, la presenza delle sedi templari in Italia ammontava ad almeno 200 località, dal nord al sud.
Per oltre due secoli, i Cavalieri templari, grazie anche ai concili loro favorevoli (concilio di Pisa, 1135 e Lateranense II, 1139), acquisirono - attraverso lasciti, donazioni e altre forme di liberalità laiche ed ecclesiastiche - terre, castelli, casali in quantità tali da farli diventare l'Ordine più potente, dunque invidiato e temuto, dell'epoca. La bolla pontificia Omne datum optimum di Innocenzo II del 29 marzo 1139 fu di vitale importanza per l'Ordine dei cavalieri templari perché sancì la totale indipendenza del suo operato e l'esenzione dal pagamento di tasse e gabelle. Essi avviarono con meticolosità e professionalità la loro organizzazione nell'intero Occidente, trasformandolo in grande magazzino per l'approvvigionamento dell'Oltremare, costituendo in tutti gli Stati d'Europa propri insediamenti agricoli, economici e politici.

### Grandi insediamenti ed edilizia templare
Un alone di leggenda ha sempre circondato le attività templari nel campo dell'edificazione di grandi strutture militari e religiose. Il mito delle segrete tecnologie, trovate nelle fondamenta del Tempio e utilizzate dai templari per realizzare opere edilizie eccezionali, non poggia su nessun dato reale.

#### Strutture militari

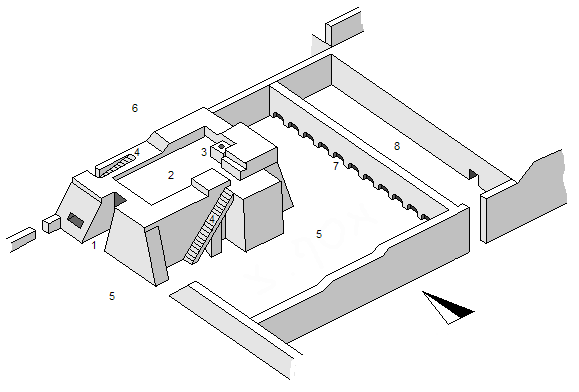
Destroit, primo insediamento fortificato templare.
1. Entrata;
2. Torre di avvistamento
3. Cisterna;
4. Scale;
5. Cortile;
6. Fossato;
7. Mangiatoie;
8. Stalla.

In campo militare, come gli altri Ordini cavallereschi, i Templari realizzarono castelli, ribāṭ, cittadelle fortificate, posti di guardia in genere, con caratteristiche di grande solidità e di notevole funzionalità bellica. Da questi presidi erano pronti a partire piccoli drappelli o grandi corpi militari, per le azioni di soccorso o di protezione dei pellegrini e degli eserciti cristiani.
Gli insediamenti più significativi furono, secondo i dati disponibili, oltre quaranta, distribuiti strategicamente sui confini della Terrasanta, in prossimità delle vie di comunicazione più frequentate o delle aree militarmente più critiche. Parte di essi era localizzato nella zona settentrionale, nella regione di Antiochia, partendo dal mare e giungendo a est oltre il gruppo di rilievi del monte Amano. Fra essi rivestiva particolare importanza Bagras, in prossimità del passo di Belen.
Più a sud, non lontano da Tripoli, si trovavano Tortosa, Al-Arimah e Chastel Blanc (Safita). In Galilea fu affidato ai Templari il castello di Safed, presso il Guado di Giacobbe. In prossimità del mare si localizzavano Atlit e Destroit, quest'ultimo ritenuto storicamente il primo presidio dei Templari. Oltre il Giordano si localizzava Ahamant. Lungo la costa i Cavalieri Templari disponevano anche di strutture fortificate ad Acri, a Cesarea, ad Ascalona, a Tripoli.
Sotto il profilo strategico, i più importanti erano ritenuti Bagras, Tortosa e Safed, ma l'intera rete consentiva un controllo capillare del territorio. Il piccolo isolotto di Ruad, arido e privo di sorgenti d'acqua, ma potentemente fortificato, fu l'ultimo a essere abbandonato dai Templari, nel 1303, sotto l'impeto degli invasori Mamelucchi.

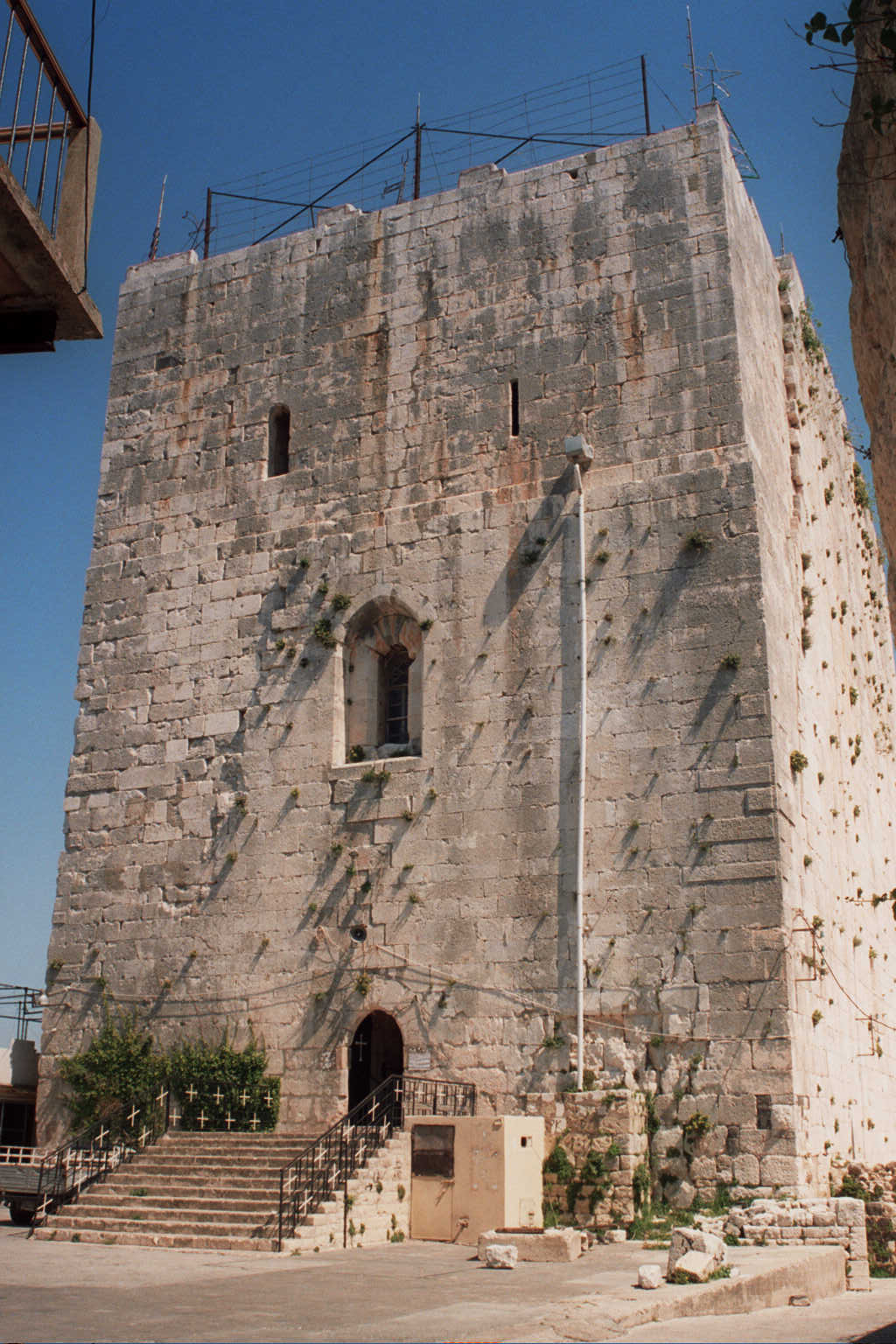
Il maschio di Chastel Blanc

Le costruzioni militari templari seguirono, per quanto possibile dovendo spesso conformarsi alle necessità del territorio ove sorgevano, schemi architettonici tipici. Nel regno di Gerusalemme si seguì un po' ovunque la struttura quadrilatera, come dimostrato dalle vestigia di alcuni edifici difensivi annessi ad aziende agricole templari presenti poco fuori Acri e grazie ad alcune documentazioni aeree fotografiche. Sembra che molti di essi fossero dotati anche di torri angolari, almeno dalla seconda metà del XIII secolo. Le rovine, relativamente in buono stato di conservazione, di fortificazioni situate in zone più montuose, come a Arima, Bagras e Safita, dimostrano alcune soluzioni più particolari dovute anche all'influenza dovuta ai contatti con gli Armeni di Cilicia. Questi si strutturano con tre corti delimitate da mura e fossati, leggermente a salire verso oriente, situate su falsopiano allungato.
Un esempio di architettura militare templare è il Chastel Blanc a Safita in Siria, seppur ad oggi rimanga solo il maschio, posto su un colle a 380 m di altezza. Questo (di dimensioni 31x18 m e alto 27) ha mura spesse 4 m ed è diviso in due piani, dei quali quello inferiore ospita una chiesa a tre campate, e quello superiore una sala da otto campate divise per due da tre colonne, con 11 feritoie. Sotto il maschio si trovava una cisterna d'acqua e attorno ad esso si ergevano due cinte murarie di forma irregolare con qualche torre e il corpo di guardia di fronte.
Osservando le ultime fabbriche militari templari della prima metà del XIII secolo, si può notare un profondo cambiamento nei registri costruttivi volti ad una funzione maggiormente difensiva e alla resistenza alle nuove armi d'assedio introdotte da poco, segno della situazione mutata che costringeva i cavalieri templari alla difesa.

#### Edifici religiosi

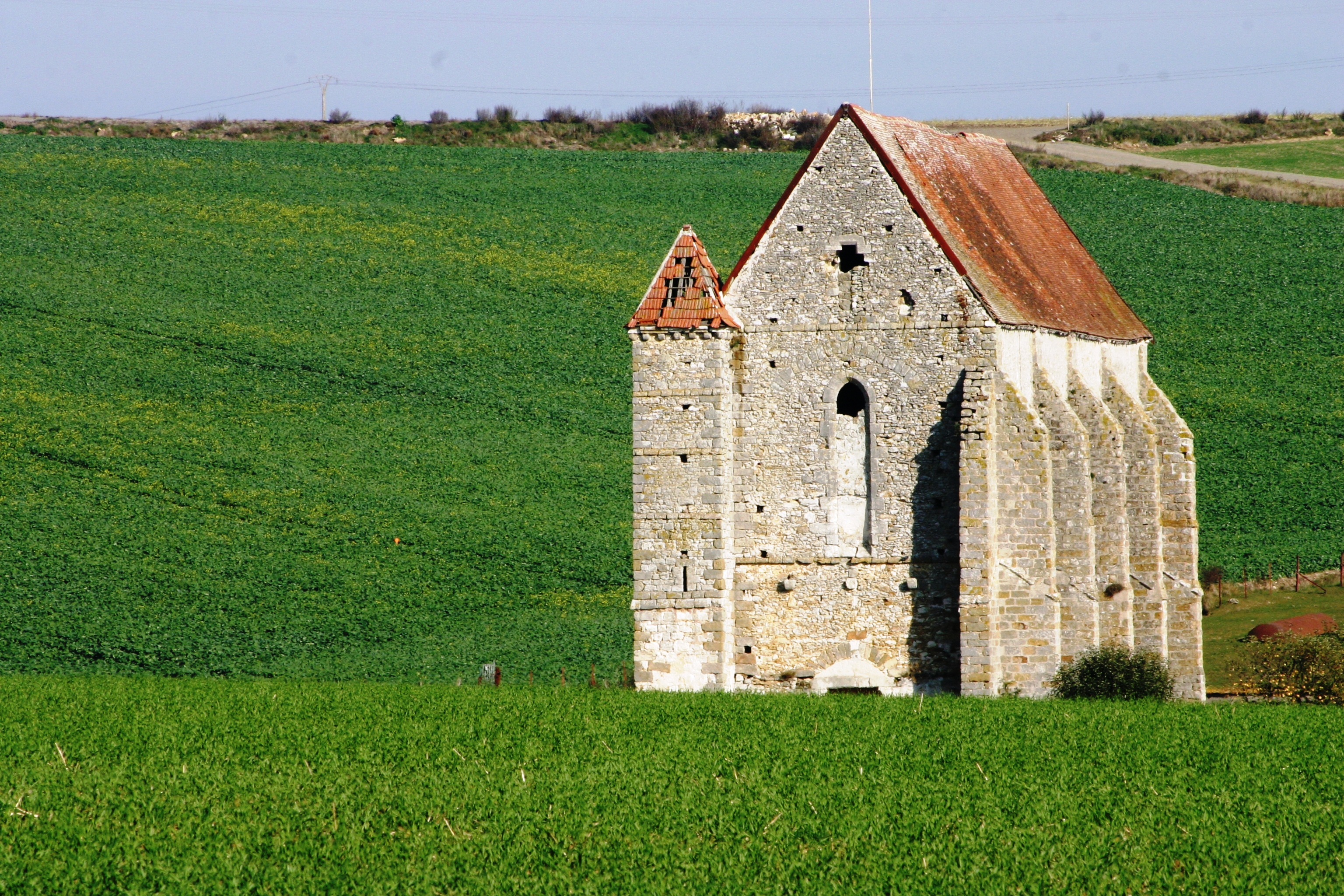
Edificio religioso templare a La Ferté-Gaucher, Île-de-France

Se l'architettura militare si localizza prevalentemente in Terrasanta, l'edilizia religiosa trova importanti realizzazioni anche nelle regioni europee. Esiste una molteplice varietà di chiostri, chiese e cappelle che in genere risentono delle forme architettoniche proprie dei tempi e dei luoghi di edificazione anche se, tuttavia, vi sono degli elementi che caratterizzano l'architettura religiosa templare. Innanzitutto vi è una chiara evidenza che l'Ordine prediligesse gli edifici a un'unica navata a pianta centrale e questo schema venne utilizzato come base per poi adattarsi alle diverse tecniche costruttive tipiche dei vari territori. Diverse furono le soluzioni per il lato orientale, solitamente quello terminale, che andarono dalla soluzione absidale, più frequente nel corso del XII secolo, a quello poligonale (soprattutto a cinque lati) tipico dei decenni successivi, fino ad arrivare alla soluzione rettilinea ispirata certamente dall'architettura cistercense come lo fu l'adozione delle finestre trilobate. Sempre dai cistercensi gli architetti templari ereditarono il predominante utilizzo, almeno fino al secondo decennio del XIII secolo, della volta a botte con alcune varianti atte a migliorarne la staticità. Spesso, per il sostegno della copertura, i templari ricorsero ad archi diaframma, come si può riscontrare in particolare nelle cappelle della catalogna.
Alcuni esempi di edifici tipicamente templari, possono essere citate le modeste cappelle di Frosini, nel senese, di Magrigne, presso Saint-Laurent-d'Arce, di Santa Croce ad Ascoli Piceno, di San Bevignate a Perugia. Di maggiore dimensione e di più ricca fattura, si possono citare Santa Maria La Major, di Villamuriel di Cerrato, Santa Maria La Blanca, di Villalcazar de Sirga, di San Pietro alla Magione a Siena.

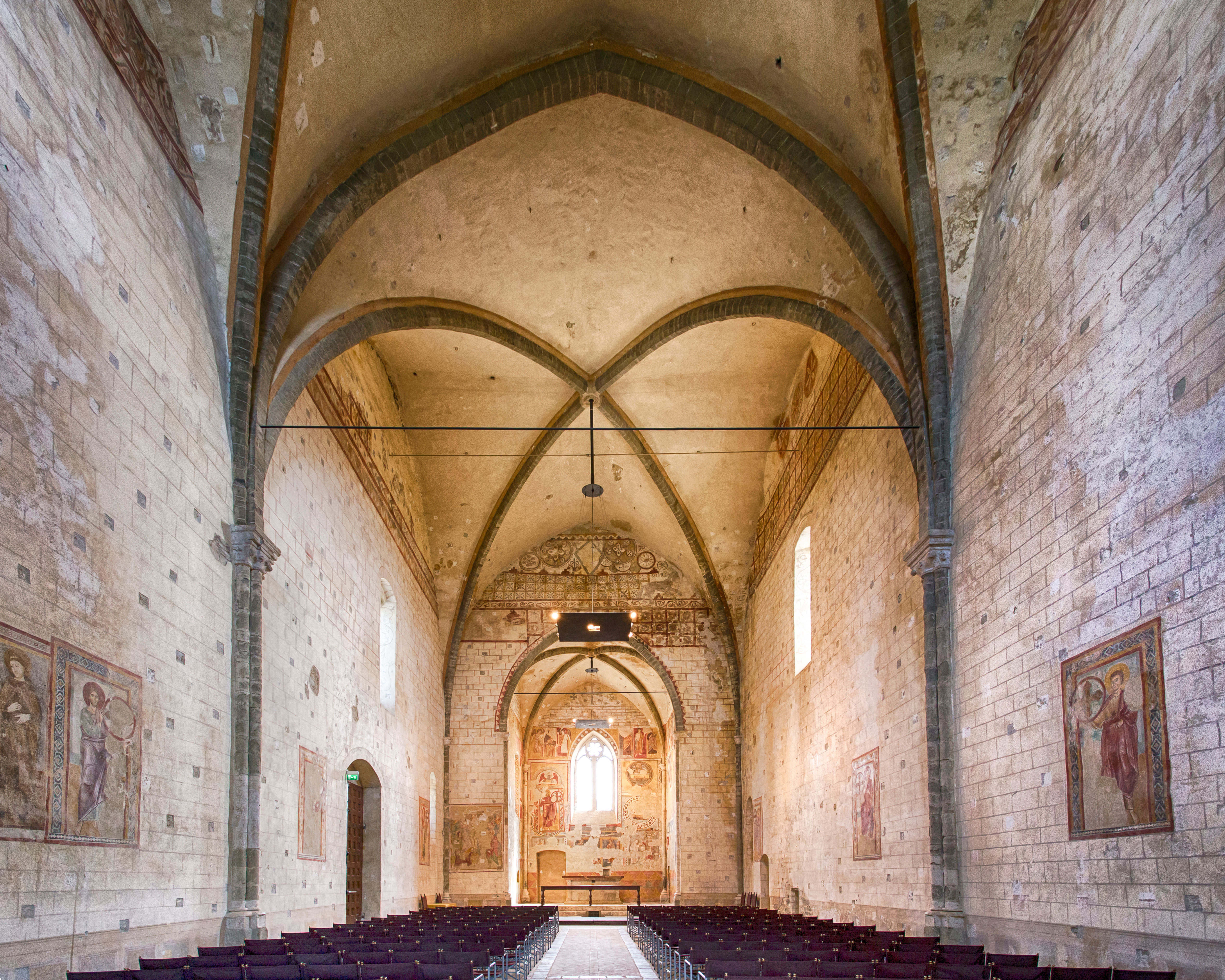
Interno della chiesa di San Bevignate a Perugia

Un gruppo di chiese e cappelle, di grande rilevanza architettonica, appare più chiaramente ispirato alla forma ottagonale della Cupola della Roccia, che i Templari osservarono a lungo sulla spianata del Tempio, a Gerusalemme, in prossimità della loro residenza nella Moschea Al-Aqsà. Il nome "Templari" con cui i Cavalieri sono popolari allude infatti al loro storico quartier generale non lontano dalla Cupola della Roccia (Qubbat al-Sakhrā'), santuario islamico in cima al Monte Moriah a Gerusalemme. L'area circostante è sacra a ebrei e cristiani come Monte del Tempio così come ai musulmani, che usano il nome di Monte Majid (o al-Ḥaram al-Šarīf). Si credeva erroneamente che la Cupola della Roccia e la vicina moschea di Al-Aqsà costituissero i resti del biblico Tempio di Gerusalemme. Il Templum Domini, con la sua pianta centrale di forma ottagonale, divenne il modello per molte chiese edificate successivamente dai Cavalieri. Fra queste realizzazioni si annoverano: Santa Maria di Eunate, in Spagna, la Cappella templare di Laon, la Cappella Templare di Metz, la Round Church del Tempio di Londra, San Michele di Fulda (Germania), la Cappella di Athlit, Vera Cruz di Segovia.

### Organizzazione agricola
In funzione delle attività militari i templari crearono un grande sistema agricolo e produttivo. Le aziende agrarie del Tempio si chiamavano casali, grange, masserie. I casali della Puglia talora ricordavano le fattorie fortificate d'Oltremare. I templari davano da lavorare le loro terre a concessionari (conductores); ma, dove il personale delle commende rurali era più numeroso, essi coltivavano direttamente il suolo. In tal caso, secondo il modello cistercense, si ricorreva per il lavoro dei campi ai membri più umili dell'ordine, quando non addirittura alla manodopera servile, rappresentata dai contadini Saraceni del regno di Sicilia o di Siria.
L'allevamento del bestiame da carne, da latte, da lana e da lavoro costituiva una voce primaria nel bilancio del Tempio: le fertili campagne della Puglia offrivano ricchi pascoli alle mandrie di buoi e bufali di proprietà dei templari, mentre in Toscana le loro greggi di pecore praticavano la transumanza; allevamenti di ovini, bovini, suini, di trote erano infine segnalati in Piemonte, come in Sicilia, mentre le colture più diffuse erano quelle dei cereali, della vite e dei legumi. Generalmente in Italia la produzione agricola dell'ordine serviva al consumo interno, le eccedenze erano destinate alla vendita e parte del ricavato veniva versato al tesoro centrale sotto forma di responsiones; ma è soprattutto dai porti della Puglia che nella seconda metà del Duecento salpavano navi cariche di cereali e legumi, per andare a rifornire le case dei templari in Siria, rese sempre più dipendenti dalle occidentali sotto l'aspetto alimentare a causa della progressiva perdita di territori e aree coltivabili a vantaggio dei Saraceni. Dopo la catastrofe del 1291 divenne Cipro la destinazione delle vettovaglie pugliesi.

### Innovazioni tecniche
Grazie alle loro conoscenze, molte furono le migliorie e le innovazioni tecniche che i Cavalieri Templari non impegnati nelle funzioni militari introdussero a vantaggio dei territori in cui si insediarono. Tra tutti si possono citare l'introduzione dell'erpice e della ruota idraulica impiegata nei mulini; inoltre i Templari in molti casi istruirono la popolazione locale anche riguardo alla produzione della birra e trasmisero i preziosi princìpi dell'erboristeria, introducendo la coltivazione e la lavorazione di erbe officinali.
I Templari contribuirono anche all'igiene pubblica, introducendo norme basilari ma ancora scarsamente diffuse, che favorirono una buona tutela della salute della popolazione. Sempre a proposito d'igiene, da varie testimonianze storiche, è emerso che i Templari introdussero anche l'utilizzo del cucchiaio, del bicchiere e del tovagliolo, oltre alla prassi di far bollire l'acqua per consumi alimentari, una pratica igienica non comune ai tempi ma che i Templari ben conoscevano poiché derivava dalla loro grande esperienza in Medio Oriente.

### Organizzazione finanziaria
La fama che l'Ordine templare riuscì guadagnare gli permise di accumulare nel corso del tempo ingenti ricchezze. Chiunque entrasse a farne parte conferiva delle donazioni, che fossero edifici, mulini, fondi terrieri, diritti su attività, lasciti testamentari o semplicemente denaro liquido; con il crescere del numero di appartenenti crebbero così anche le disponibilità economiche. I Templari si preoccuparono fin da subito di mettere a frutto tali, spesso ingenti, donazioni. Grazie a oculate permute, acquisti e vendite seppero accentrare e organizzare proficuamente i loro possedimenti, accrescendone così le rendite fondiarie.
A differenza dei signori fondiari, sia laici sia ecclesiastici, dell'Europa occidentale, i templari gestivano il proprio patrimonio in un'ottica geografica più ampia, considerato che il fine ultimo dei propri investimenti era quello di finanziare la guerra permanente in Terra Santa e questo comportò una organizzazione piuttosto fluida incentrata sul miglior sfruttamento possibile delle specifiche risorse di un territorio ove avevano investito per poi trasferire in Oriente tali proventi.

#### Attività bancarie
I templari entrarono nelle attività bancarie quasi per caso. Quando dei nuovi membri si univano all'ordine, generalmente donavano a esso ingenti somme di denaro o proprietà, poiché tutti dovevano prendere il voto di povertà. Grazie anche ai vari privilegi papali, la potenza finanziaria dei Cavalieri fu assicurata dall'inizio. Poiché i templari mantenevano denaro contante in tutte le loro case e templi, dal 1135 l'ordine cominciò a prestare soldi ai pellegrini spagnoli che desideravano viaggiare fino alla Terra Santa.
Il coinvolgimento dei Cavalieri nelle attività bancarie crebbe nel tempo verso una nuova base per il finanziamento, dato che fornivano anche servizi di intermediazione bancaria. Sotto l'aspetto economico-finanziario, i templari rivestirono un ruolo così importante da arrivare a "prestare" agli stati occidentali ingenti somme di denaro e gestire perfino "le casse" di stati come la Francia.
Un'indicazione dei loro potenti legami politici è che il coinvolgimento dei templari nell'usura non portò a particolari controversie all'interno dell'ordine e nella Chiesa in generale. Il problema dell'interesse fu generalmente eluso grazie ai complicati tassi di cambio delle valute e grazie a un accordo con cui i templari detenevano i diritti della produzione sulle proprietà ipotecate.
Le connessioni politiche dei templari e la consapevolezza della natura eminentemente cittadina e commerciale delle comunità d'oltremare portarono l'ordine a raggiungere una posizione significativa di potenza, sia in Europa sia in Terra santa. Il loro successo attrasse la preoccupazione di molti altri Ordini, come pure della nobiltà e delle nascenti grandi monarchie europee, le quali a quel tempo cercavano di monopolizzare il controllo del denaro e delle banche, dopo un lungo periodo nel quale la società civile, non escludendo la Chiesa e i suoi ordini, aveva dominato le attività finanziarie. Le tenute dei templari erano estese sia in Europa sia nel Medio Oriente e tra queste vi fu, per un certo periodo, l'intera isola di Cipro.

### Sistema navale
La necessità di trasporto delle vettovaglie, degli uomini, dei cavalli e delle armi generò la necessità di istituire un vasto e articolato sistema di navigazione, sia per i templari sia per gli altri Ordini cavallereschi. Si ricorse sostanzialmente alle due principali categorie di navi in uso nel medioevo:
- Le navi lunghe (galee) destinate agli scopi bellici, dalle forme allungate, spinte soprattutto dai remi, con l'eventuale ausilio di una vela, in genere la vela latina, triangolare, reintrodotta dagli arabi, che permetteva di navigare parzialmente contro vento. Gli equipaggi giungevano fino a 250 uomini.
- Le navi tonde erano destinate fondamentalmente al trasporto di materiali e, occasionalmente, di truppe e animali. Corte, tozze e panciute, erano mosse a vela e avevano equipaggio ridotto. Nel caso specifico del trasporto dei cavalli le navi erano attrezzate con un grande portellone laterale, che permetteva di movimentare gli animali. Durante il viaggio le fessure del portellone venivano accuratamente calafatate.

Le navi degli Ordini cavallereschi si prestarono occasionalmente anche ad attività corsare e di pirateria.

## Ordini moderni e rivendicazioni di discendenza

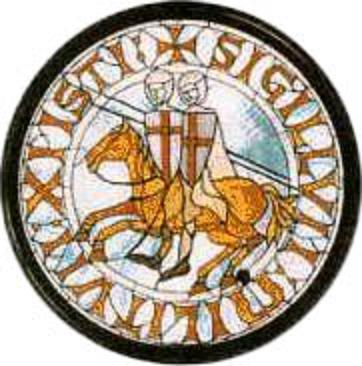
Il sigillo dei templari: i due cavalieri che condividono la cavalcatura sono stati interpretati come simbolo di povertà o della dualità del monaco/soldato.

Alla tradizione dei cavalieri templari si rifanno numerosi e variegati gruppi e associazioni, talora rivendicando una qualche forma di derivazione diretta dall'ordine. Si tratta di un fenomeno moderno che va sotto il nome di "templarismo" o "neotemplarismo", sorto a partire dal XVIII secolo in Francia, in coincidenza con la diffusione dell'Illuminismo. Non esiste tuttavia alcuna prova storicamente accertata della sopravvivenza dell'Ordine Templare dopo il 1314, né del resto appare possibile tracciare, dopo quasi sette secoli dall'abolizione di tale ordine religioso da parte del papa, una qualche forma di discendenza storicamente valida.
L'idea di una nascosta continuazione dell'ordine dei templari si è diffusa nella massoneria, in particolare in Francia e in Germania, e in alcuni casi riti massonici (come il Rito scozzese antico ed accettato, il Rito di York e il Rito Scozzese Rettificato) adottano riferimenti templari. Alcuni ritengono che i templari siano all'origine sia dei riti sia di vari rami cavallereschi della massoneria ma, malgrado alcuni storici abbiano tentato di disegnare una successione tra i due fenomeni storici, un collegamento di questo tipo non è mai stato provato; taluni studiosi che si sono occupati del problema, come Michele Moramarco, sono tassativi nel rigettare la "leggenda templare". La tesi di una prosecuzione segreta dell'ordine è stata definita da specialisti di storia medievale quali Régine Pernoud come «completamente demenziale» e legata a pretese e leggende «uniformemente sciocche».
Il legame fra massoneria e templarismo, in cui l'ordine come una società iniziatica segreta, iniziò a essere costruito dal nuovo corso spiritualista della Muratoria settecentesca. Nel 1803, Napoleone Bonaparte unitamente al suo entourage di dignitari e sacerdoti massonici celebrarono a Parigi un rito di assoluzione e riabilitazione della figura storica di Jacques de Molay. Alla fine del XVIII secolo, il periodico di riferimento italiano Rivista Massonica tendeva ad assimilare i seguaci di Garibaldi ai nuovi Templari.
Nel XXI secolo, il ricercatore Domenico Lancianese ha assimilato i Templari alla Libera Muratoria per l'aspirazione ideale a una pacifica convivenza e a una sinarchia ecumenica di popoli liberi e eguali, in confronto continuo con il Medio Oriente islamico ed ebraico. Secondo Piero Vitellaro Zuccarello, la maggior parte degli storici e accademici non aveva preso in considerazione la natura di società segreta e fratellanza mistica dell'ordine templare, i suoi rapporti intimi con l'élite spiritualista islamica, la componente satanista (adorazione di un idolo con la testa barbuta, la pratica omosessuale, i baci rituali fra ombelico-zona sacrovertebrale-bocca, la messa priva di consacrazione eucaristica, la formula rituale di abiura di Cristo e della croce).
Le moderne associazioni neotemplari sono laiche e, sebbene si rifacciano ai valori religiosi cristiani e caritativi, non hanno alcun tipo di riconoscimento ufficiale da parte della Chiesa cattolica e quindi non sono in alcun modo assimilabili ai Templari che erano un Ordine monastico cavalleresco sciolto dall’unica Autorità che poteva e può legittimarli: il Papa. 

## Leggende

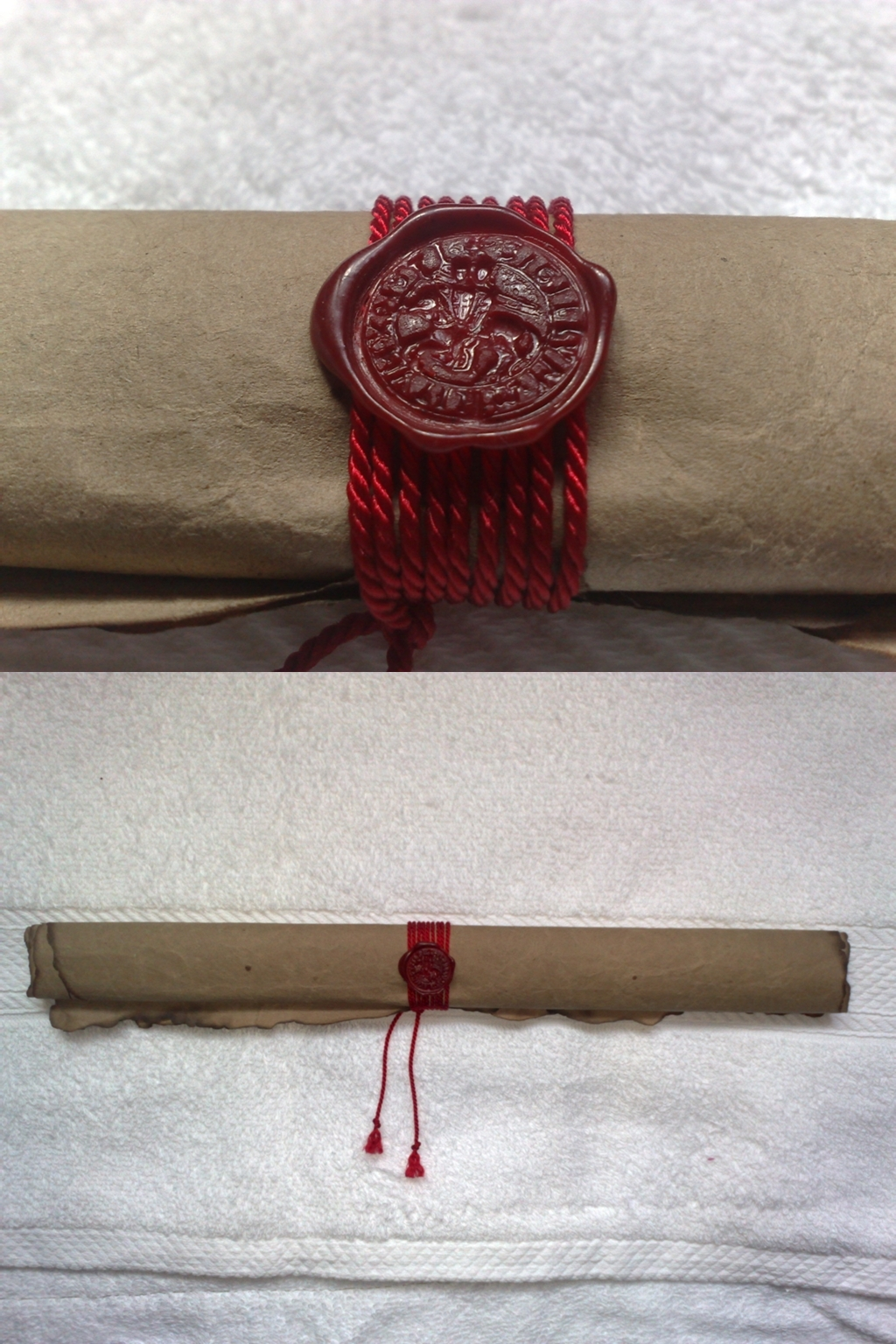
Rotolo in pergamena con il sigillo dei templari

La rapida successione dell'ultimo diretto re della dinastia dei Capetingi di Francia tra il 1314 e il 1328, i tre figli di Filippo il Bello, ha portato molti a credere che la dinastia fosse maledetta, da cui il nome di "re maledetti" (rois maudits). Infatti Jacques de Molay, ultimo gran maestro dell'ordine, mentre giaceva sulla pira, avrebbe maledetto il re Filippo e addirittura il Papa, profetizzando che sarebbero morti presto. Clemente in effetti morì un mese dopo di dissenteria e Filippo il Bello fu stroncato nel dicembre successivo dalle conseguenze di una caduta da cavallo. I commentatori dell'epoca, compiaciuti da un simile sviluppo della vicenda, riportavano spesso questa storia nelle loro cronache. Poiché, inoltre, sempre al momento della morte sul rogo, Jacques de Molay avrebbe dannato la casa di Francia "fino alla tredicesima generazione", in tempi più recenti si è diffusa la leggenda secondo cui l'esecuzione di Luigi XVI durante la Rivoluzione francese - che pose fine in qualche modo alla monarchia assoluta in Francia - sarebbe stata il coronamento della vendetta dei templari (alcuni storici sensazionalisti dell'epoca riportarono la notizia che il boia Charles-Henri Sanson, prima di calare la ghigliottina sulla testa del sovrano, gli avrebbe mormorato: «Io sono un Templare, e sono qui per portare a compimento la vendetta di Jacques de Molay»).
In realtà i Cavalieri templari in seguito alla loro scomparsa cessarono ben presto di fare notizia: già alla fine del XIV secolo ci si era dimenticati di loro e della loro triste fine. Solo molti secoli dopo, durante l'Illuminismo, il tema dei templari tornò in auge e la fama degli antichi cavalieri fu sommersa da leggende riguardanti segreti e misteri che si vogliono tramandati da prescelti fin dai tempi antichi. Forse i più noti sono quelli riguardanti il Santo Graal, l'Arca dell'Alleanza e i segreti delle costruzioni. Alcuni autori dicono che il Santo Graal sarebbe stato ritrovato dall'ordine e portato in Scozia nel corso della caduta dell'ordine nel 1307, e che ciò che ne rimane sarebbe sepolto sotto la Cappella di Rosslyn. Altre voci sostengono che l'ordine avrebbe ritrovato anche l'Arca dell'Alleanza, lo scrigno che conteneva gli oggetti sacri dell'antico Israele, compresa l'"asta di Aronne" e le tavole di pietra scolpite da Dio con i Dieci comandamenti.
Questi miti sono connessi con la lunga occupazione, da parte dell'ordine, del Monte del Tempio a Gerusalemme come loro quartier generale. Alcuni autori sostengono che avrebbero scoperto i segreti dei maestri costruttori che avevano costruito il tempio originale e il secondo tempio, nascosti lì assieme alla conoscenza che l'Arca sarebbe stata spostata in Etiopia prima della distruzione del primo tempio. Viene fatta allusione a questo in alcune raffigurazioni nella cattedrale di Chartres (considerata, con le cattedrali di Amiens e di Reims, come uno dei più interessanti esempi di gotico), sulla cui costruzione ha avuto grande influenza Bernardo di Chiaravalle, che fu egualmente influente nella formazione dell'ordine. Ulteriori collegamenti sia sulla ricerca da parte dell'ordine dell'Arca sia della relativa scoperta degli antichi segreti del costruire, sono suggeriti dall'esistenza della chiesa monolitica di San Giorgio (Bet Giorgis) a Lalibela in Etiopia, tuttora esistente, la cui costruzione è erroneamente attribuita ai templari. Vi è allo stesso modo una chiesa sotterranea che risale allo stesso periodo ad Aubeterre in Francia. Si stanno poi sviluppando speculazioni sulla possibilità che i Cavalieri templari avessero intrapreso viaggi in America prima di Colombo.
Alcuni ricercatori e appassionati di esoterismo ed ermetismo hanno sostenuto che l'ordine sarebbe stato depositario di "conoscenze segrete". Secondo costoro, nei 200 anni della loro storia i monaci-militari si sarebbero rivelati anche un'organizzazione sapienziale esoterica e occultistica, custode di conoscenze iniziatiche. Inoltre, in quest'ottica, i templari sono stati collegati ad altri argomenti leggendari o fortemente controversi come Rosacroce, Priorato di Sion, Rex Deus, catarismo, ermetismo, gnosticismo, Esseni e, infine, a reliquie o supposti insegnamenti perduti di Gesù, tra cui la Sacra Sindone o il "testamento di Giuda". Alcuni ipotizzano che i Cavalieri del Tempio avrebbero avuto legami, oltre che con la tradizione esoterica di ispirazione cristiana ed ebraica, anche con organizzazioni mistico-esoteriche ispirate all'Islamismo tra cui quella dei Nizariti.
Forse l'unico mistero di cui si debba fare approfondimento è come un ordine di guerrieri esperti con un esercito senza precedenti si sia lasciato distruggere senza abbozzare la più timida reazione, benché le avvisaglie di cospirazioni nei loro confronti da parte di Filippo il Bello ci fossero e fossero note. Con ogni probabilità, non si ribellarono perché il papa aveva tolto loro il suo appoggio ed essi, essendo un ordine cristiano e il simbolo della lotta per la fede, non vollero opporsi alla decisione di Clemente V, di cui rispettavano e riconoscevano l'autorità papale.

## Gran maestri dell'Ordine del Tempio

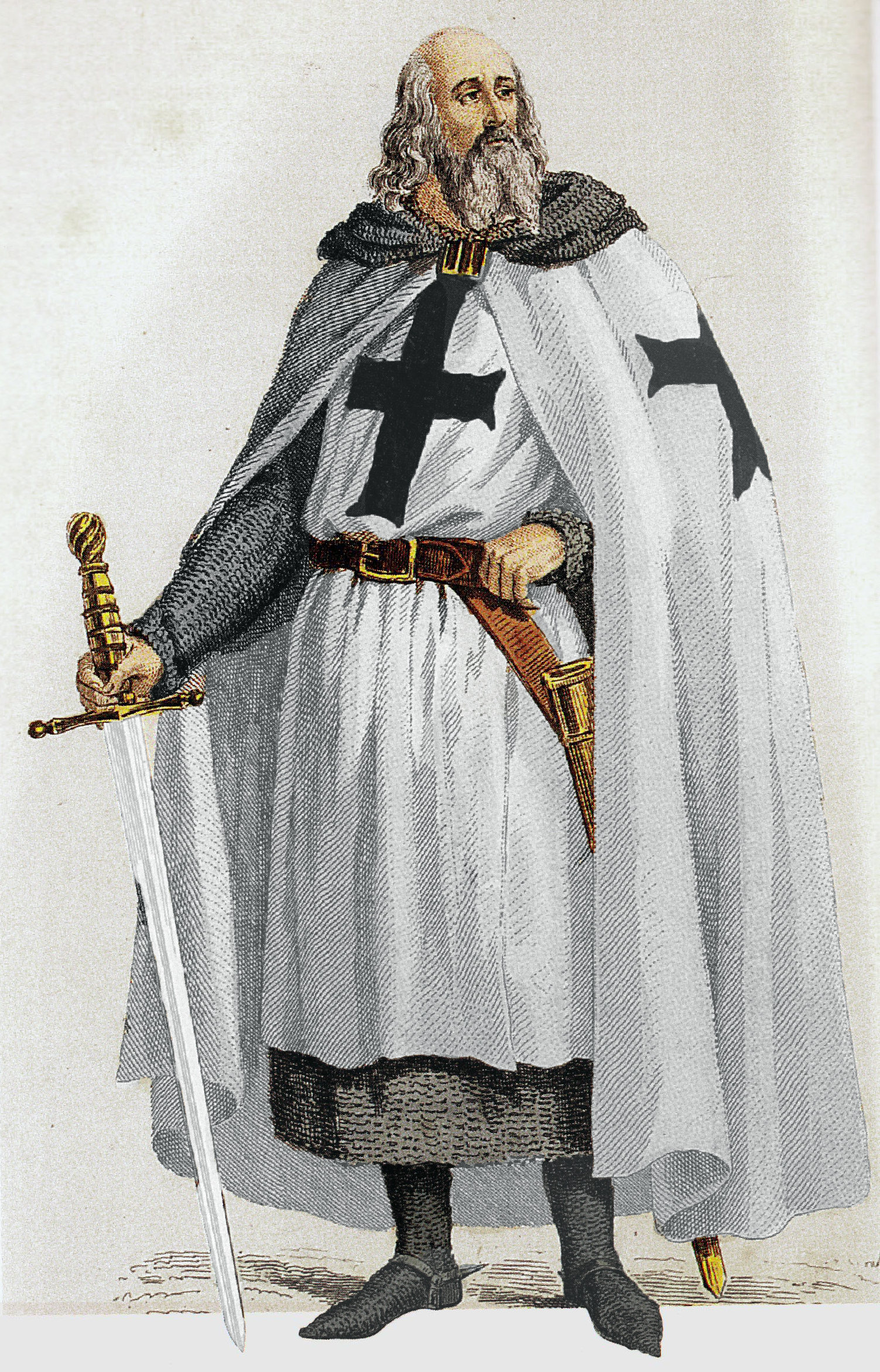
Jacques de Molay in una cromolitografia ottocentesca di Chevauchet

Di seguito la lista cronologica dei Gran maestri dell'Ordine templare:
1. Hugues de Payns (1120-24 maggio 1136)
2. Robert de Craon (1136-13 gennaio 1147)
3. Everard des Barres (1147-1151)
4. Bernard de Tremelay (1151-1153)
5. André de Montbard (1153-17 gennaio 1156)
6. Bertrand de Blanchefort (1156-1169)
7. Philippe de Milly (1169-3 aprile 1171)
8. Eudes de Saint-Amand (1171-18 ottobre 1179)
9. Arnoldo di Torroja (1179-30 settembre 1184)
10. Gérard de Ridefort (1184-1º ottobre 1189)
11. Robert de Sablé (1189-13 gennaio 1193)
12. Gilbert Hérail (1193-20 dicembre 1200)
13. Philippe de Plaissis (1201-12 novembre 1209)
14. Guillaume de Chartres (1209-26 agosto 1218)
15. Pierre de Montaigu (1218-1232)
16. Armand de Périgord (1232-1244)
17. Richard de Bures (1244-1247) (?)
18. Guillaume de Sonnac (1247-3 luglio 1250)
19. Renaud de Vichiers (1250-19 gennaio 1252)
20. Thomas Bérard (1252-25 marzo 1273)
21. Guillaume de Beaujeu (1273-18 maggio 1291)
22. Thibaud Gaudin (1291-16 aprile 1292)
23. Jacques de Molay (1292-18 marzo 1314)

### Esplicative
1. ↑  Solo l'Ordine dei canonici del Santo Sepolcro era sorto prima, nel 1100. In de Gennes, 2004, p. 189.
2. ↑  Lo studio completo dedicato alla regola del Tempio è certamente quello che Gustav Schnurer pone come introduzione alla sua edizione. Tuttavia le recenti ricerche di Rudolf Hiestand hanno davvero distrutto il fondamento stesso della tesi di Schnurer. Il nucleo della teoria di Schnurer si fonda su questo postulato: il nome del patriarca di Gerusalemme citato nel prologo della regola, Stefano, è stato aggiunto dopo il concilio di Troyes. Nel 1128, il patriarca era Gormond […] Ma la scoperta di Rudolf Hiestand cambia completamente […] il concilio di Troyes ha avuto luogo il 13 gennaio del 1129 e non del 1128, perché nella Champagne l'anno cominciava o il 25 marzo, o all'Annunciazione, o a Pasqua, in ogni caso dopo il 13 gennaio. Al momento del concilio, Gormond era già morto e Stefano era già stato eletto patriarca di Gerusalemme. In Cerrini, 2008, p. 88.
3. ↑  Giacomo di Vitry, Historia orientalis seu Hierosolymitani; citazione tratta da Bauer, 2005, p. 13. Guglielmo di Tiro afferma fossero non nisi novem espressione non del tutto convincente, interpretata come solo nove.
4. ↑  Il nuovo Ordine venne approvato con la bolla Ad ea ex quibus del 14 marzo 1319 da papa Giovanni XXII.
5. ↑  Si parla di 9 000 feudi, di cui almeno 200 in Italia. In Barber, 2003, p. 266.
6. ↑  Dal francese "sergents" a sua volta dal latino "servientes", letteralmente "servi": da Helen Nicholson, Knight Templars, Oxford, Osprey, 2004.
7. ↑  La vita dell'Ordine del Tempio fu regolata, in fasi successive, dai seguenti documenti:

  - la Regola primitiva, scritta in latino, approvata dal Concilio di Troyes nel 1129;
  - la versione francese, con varianti, della Regola latina, scritta intorno al 1140;
  - i Retraits, raccolta di usi e costumi dell'Ordine, redatta intorno al 1165;
  - gli Status hiérarchiques, che trattano principalmente delle cerimonie, scritti intorno al 1240-1250;
  - gli Egards relativi alla disciplina, scritti intorno al 1257-1267. 
In  Regola dei Templari, su ora-et-labora.net. URL consultato il 28 settembre 2020.
8. ↑  Ne sono testimonianza la Lettera di Ugo e la Lettera di Guigo. In Cerrini, 2008, pp. 28-19.
9. ↑  Ribāṭ è vocabolo arabo che definisce una struttura volta alla difesa delle frontiere, abitata da volontari organizzati su base religiosa e monacale. In  Ribat, in Enciclopedia dell'arte medievale, Roma, Istituto dell'Enciclopedia Italiana, 1991-2000.
10. ↑  Come più volte l'Osservatore Romano ha precisato, la Santa Sede riconosce ufficialmente e tutela solamente il Sovrano Militare Ordine di Malta e l'Ordine equestre del Santo Sepolcro di Gerusalemme. Nel 2005 il cardinale vicario Camillo Ruini ha invitato le chiese della diocesi di Roma a non ospitare le cerimonie dei cosiddetti gruppi neotemplari, dichiarando esplicitamente che la Chiesa riconosce solo il "Sovrano Militare Ordine di Malta e l'Ordine equestre del Santo Sepolcro di Gerusalemme.In  Andrea Tornielli, Riti, cavalieri e scomuniche: è la guerra dei Templari italiani, in Il Giornale, 1º luglio 2005. URL consultato il 25 luglio 2008 (archiviato il 5 giugno 2006).
11. ↑  Si veda in proposito il già citato testo:  Christopher Knight e Robert Lomas, La chiave di Hiram.
12. ↑  E sono sempre aperte le ricerche per sapere se veramente i Templari abbiano custodito la Sindone, come sostiene Barbara Frale dell'Archivio Segreto Vaticano (I Templari e la sindone di Cristo, Bologna, Il Mulino, 2009 - ISBN 978-88-15-13157-7). Nel 2011 uno storico dell'università di Torino, Andrea Nicolotti, ha sostenuto in "Templari e la Sindone, Storia di un falso, Salerno, 2011 - ISBN 978-88-8402-720-7" la falsità di tutti gli argomenti proposti da Frale.

### Bibliografiche
1. ↑  Cardini e Montesano, 2006, p. 257.
2. 1 2 3 4   L'«infinita» storia dei Templari, su cesnur.org. URL consultato il 16 novembre 2020 (archiviato il 22 agosto 2018).
3. ↑  Montanari, 2006, pp. 134-137.
4. ↑  Montanari, 2006, pp. 167-169.
5. ↑  Cardini, 2011, pp. 23-24.
6. 1 2  Riley-Smith, pp. 38-39.
7. ↑  Cardini, 2011, pp. 25-26.
8. ↑  Montanari, 2006, p. 170.
9. ↑  Riley-Smith, pp. 100-103.
10. ↑  Cardini, 2011, pp. 26-27.
11. ↑  Cardini, 2011, p. 28.
12. ↑  Riley-Smith, p. 138.
13. ↑  de Gennes, 2004, p. 189.
14. ↑  Demurger, 2008, p. 24.
15. ↑  Nicholson, 2014, p. 25.
16. 1 2  Cardini, 2011, pp. 32-33.
17. ↑  Partner, 1991, p. 5.
18. ↑  Cardini, 2011, pp. 33-34.
19. 1 2  Manglaviti, 2008, p. 40.
20. ↑  Simone di san Bertino, "Gesta abbatum Sancti Bertini Sithiensium", ed. O. Holder-Egger, in Monumenta Germaniae Historica Scriptores, vol. 13, p. 600.
21. ↑  Cardini, 2011, p. 36.
22. ↑  Bauer, 2005, p. 18.
23. ↑  Partner, 1991, p. 9.
24. ↑  Cardini, 2011, pp. 36-38.
25. ↑  Partner, 1991, pp. 9-10.
26. ↑  Riley-Smith, pp. 138-139.
27. ↑  Demurger, 2008, p. 64.
28. ↑  Puntoniere, 2013, pp. 29-30.
29. ↑  Wallace-Murphy, 2012, p. 108.
30. 1 2  Ralls, 2004, p. 70.
31. ↑  Viti, 1995b, p. 88.
32. ↑  Pighin, 2019, p. 4.
33. 1 2  Chinazzi, 2013, p. 166.
34. ↑  Riley-Smith, p. 139.
35. ↑  Cardini, 2011, p. 44.
36. 1 2  Demurger, 2008, p. 111.
37. 1 2  Barber, 2003, pp. 118 e 119.
38. ↑  Melville, 1974, p. 147.
39. ↑  Cardini, 2011, p. 49.
40. ↑  Barber, 2003, p. 85.
41. ↑  Barber, 2003, p. 84 e 88.
42. ↑  Barber, 2003, p. 91.
43. ↑  Barber, 2003, p. 97 e seguenti.
44. ↑  Demurger, 2008, p. 207.
45. ↑  Cardini, 2011, pp. 50-51.
46. ↑  Demurger, 2008, p. 208.
47. ↑  Colombo, 2020, p. 44.
48. ↑  Riley-Smith, pp. 168-169, 180-183.
49. ↑  Cardini, 2011, pp. 52-53.
50. ↑  Barber, 2003, p. 81.
51. ↑  Riley-Smith, pp. 180-183.
52. ↑  Riley-Smith, pp. 217-219, 227.
53. ↑   Cipro, in Enciclopedia Italiana, Roma, Istituto dell'Enciclopedia Italiana.
54. ↑  Runcimann, p. 824.
55. ↑  Cardini, 2011, p. 54.
56. ↑  Runcimann, p. 878.
57. ↑  Le Goff, 1996, pp. 141, 145.
58. ↑  Le Goff, 1996, p. 147.
59. ↑  Le Goff, 1996, pp. 145-147.
60. ↑  Le Goff, 1996, pp. 232-238.
61. ↑  Cardini, 2011, pp. 55-56.
62. ↑  Cardini, 2011, pp. 70-71.
63. ↑  (FR) Nicole Bériou, Quark: Les Templiers: abolition et procès du Temple, Canal Académie, 5 agosto 2012.
64. ↑  Cardini, 2011, p. 68.
65. ↑  Cardini, 2011, pp. 69-71.
66. 1 2  Cardini, 2011, p. 70.
67. ↑   Templari, ordine dei, in Treccani.it – Enciclopedie on line, Roma, Istituto dell'Enciclopedia Italiana.
68. ↑  Chinazzi, 2013, p. 173.
69. ↑  Cardini, 2011, p. 71.
70. ↑  (EN) Gabrielle M. Spiegel, The Trial of the Templars, in Speculum, vol. 55, n. 2, 1980,  p. 329.
71. ↑  Cardini, 2011, pp. 76-77.
72. 1 2  Cardini, 2011, p. 77.
73. 1 2 3 4  Chinazzi, 2013, p. 174.
74. ↑  Demurger, 2008, pp. 434-435.
75. ↑  Cardini, 2011, pp. 77-80.
76. ↑  Cardini, 2011, pp. 77-78.
77. ↑  Cardini, 2011, p. 82.
78. ↑  Cardini, 2011, pp. 78-80.
79. ↑  Cardini, 2011, pp. 78-80, 90.
80. ↑  Rolland, 1999, p. 210.
81. ↑  Demurger, 2008, p. 460.
82. ↑  Cardini, 2011, p. 84.
83. ↑  Demurger, 2008, p. 464.
84. ↑  Cardini, 2011, p. 85.
85. ↑  Demurger, 2008, p. 465.
86. ↑  Cardini, 2011, p. 86.
87. ↑  Demurger, 2008, p. 383.
88. ↑  Testo della bolla papale Vox in Excelso del 1312 Archiviato il 22 aprile 2005 in Internet Archive.
89. ↑  Lamy, 1995, p. 234.
90. ↑  Cardini, 2011, p. 88.
91. ↑  Demurger, 2008, p. 467.
92. ↑  Demurger, 2008, p. 474.
93. ↑  Demurger, 2008, p. 480.
94. 1 2  Cardini, 2011, p. 87.
95. ↑  Barber, 2003.
96. 1 2 3  Chinazzi, 2013, p. 175.
97. ↑  Partner, 1991, pp. 103-104.
98. 1 2  Barber e Upton-Ward, 1994, p. 155.
99. ↑  Barber, 2003, p. 267.
100. ↑  Barber, 2003, p. 271.
101. ↑  Barber, 2003, p. 274.
102. 1 2  Demurger, 1987, pp. 134-138.
103. ↑  Bordonove, 1995, pp. 147-156.
104. ↑  Manglaviti, 2008, p. 62.
105. ↑  Pighin, 2019, p. IV.
106. ↑  Bordonove, 1995, pp. 110 e 140.
107. ↑  Bordonove, 1995, p. 129.
108. ↑  Holt, 2019, p. 372.
109. ↑  Torr, 2020, p. 246.
110. ↑  (EN) Barbara Maranzani, "Map: Top Templar Sites in Western Europe" Archiviato il 1º ottobre 2020 in Internet Archive., History, 27 novembre 2017, link verificato il 3 ottobre 2020.
111. ↑  Bellini, 1981, p. 26.
112. ↑  Flinn, 2007, p. 408.
113. ↑  Bordonove, 1995, p. 157.
114. ↑  Pomponio, p. 12.
115. ↑  Pomponio, p. 16.
116. ↑  Kurtz, 2009, p. 6.
117. ↑  Cerrini, 2008, p. 17.
118. ↑  Demurger, 1987, pp. 138-139.
119. 1 2 3 4 5 6  Chinazzi, 2013, pp. 172-173.
120. ↑  Cardini, 2011, p. 41.
121. ↑  Moiraghi, 2005, p. 191.
122. ↑  Si veda, per riferimento diretto, il testo in latino della Regola Templare, in  Regula Pauperum Commilitonum. Christi Templique Salomonici, su scriptorium.it. URL consultato il 20 maggio 2021 (archiviato dall'url originale il 23 marzo 2014).
123. 1 2   Regola dei Templari, su ora-et-labora.net. URL consultato il 28 settembre 2020 (archiviato il 26 aprile 2021).
124. ↑  Cerrini, 2008, p. 181.
125. 1 2  Cardini, 2011, p. 43.
126. ↑  Cardini, 2011, pp. 41-42.
127. ↑  Capone, Imperio e Valentini, 2002.
128. 1 2  Chinazzi, 2013, pp. 168-169.
129. ↑  Si vedano, in proposito, Fulcanelli, Il mistero della Cattedrali, Ed. Mediterranee, p. 53, e ancora molti altri, come Christopher Knight e Robert Lomas, La chiave di Hiram, Ed. Mondadori.
130. ↑  Peace e Anderson, 2012, p. 122.
131. ↑  Napier, 2014, p. 288.
132. ↑  Boas, 2006, p. 15.
133. 1 2  Barber, 2003, p. 98.
134. ↑  Baldwin, 1969, p. 149.
135. ↑  Pernoud, 1977, p. 9.
136. ↑  Barber, 2003, per questi insediamenti, da p. 96 a 108.
137. 1 2  Elena Percivaldi, "Castelli templari in Terrasanta: ecco quali erano" Archiviato il 26 aprile 2021 in Internet Archive., conoscerelastoria.it, 8 giugno 2019, link verificato il 2 ottobre 2020.
138. 1 2 3 4 5   Templari, in Enciclopedia dell'arte medievale, Roma, Istituto dell'Enciclopedia Italiana, 1991-2000.
139. ↑  (EN) The Fortress of Safita (Chastel-Blanc), su templiers.org. URL consultato il 28 ottobre 2020 (archiviato il 2 novembre 2020).
140. ↑  Hodge, 2013, p. 142.
141. ↑  Viti, 1995a, pp. 41, 169, 31, 164, 214, 236, 248, 27, 46, 50, 59, 63, 75, 117.
142. ↑  Barber, 2003, pp. 268 e ss.
143. 1 2 3 4  "La storia templare: la crescita dell'Ordine", OMRCC, link verificato il 3 agosto 2020.
144. 1 2  Rolando, 2019, pp. 19-22.
145. ↑  Demurger, 1987, p. 139.
146. ↑  Demurger, 1987, p. 143.
147. ↑  Barber, 2003, p. 274 e seguenti.
148. ↑  Barber, 2003, p. 278.
149. ↑  Georges Bordonove, La vita quotidiana dei Templari, trad. it. di Maria Grazia Meriggi, BUR Rizzoli, 2017 ISBN 978-8858689646.
150. ↑   Fiorella Franchini, Novus Ordo Templi, su webcache.googleusercontent.com. URL consultato il 3 agosto 2020.
151. ↑  Partner, 1991, pp. 124-126.
152. ↑  Pernoud, 1977, p. 11.
153. ↑   Marco Tangheroni, La leggenda templare massonica e la realtà storica, 7 ottobre 2011. URL consultato il 7 agosto 2020 (archiviato il 22 settembre 2020).
154. ↑   I Templari e la Massoneria, su Gran Loggia d'Italia, 2 novembre 2017. URL consultato il 7 agosto 2020 (archiviato il 4 febbraio 2021).
155. ↑   Piero Vitellaro Zuccarello, Le radici della Massoneria. I Templari, su ritosimbolico.it. URL consultato il 7 agosto 2020 (archiviato il 15 agosto 2020). Ospitato su archive.is.
156. 1 2 3 4 5 6 7   La storia templare, su omrcc.com. URL consultato il 14 novembre 2020 (archiviato il 2 giugno 2017).
157. ↑  Bauer, 2005, p. 154.
158. ↑  AA.VV., 2002, p. 51.
159. ↑  Bauer, 2005, p. 162.
160. ↑  Hopkins, Simmans e Wallace-Murphy, 2000.
161. ↑  Marillier, 1998, p. 151.